# Wielki Pałac Kremlowski
Wielki Pałac Kremlowski (ros. Большой Кремлёвский дворец) – dawna rezydencja rosyjskich carów na Kremlu moskiewskim, obecnie czynna rezydencja Prezydenta Rosji.
Zbudowany w latach 1838–1849 przez zespół architektów pod przewodnictwem Konstantina Thona, w skład którego wchodzili Nikołaj Cziczagow, Fiodor Richter, Piotr Gierasimow, Władimir Bakiarew, Nikołaj Szochin i inni na zlecenie cara Mikołaja I. Zespół architektoniczny obejmuje także Pałac Tieriemny, Granowitą Pałatę i Zbrojownię, apartamenty i inne budynki – w sumie ponad siedemset pomieszczeń z różnych okresów historycznych od XIV do XX wieku.
W 1918 roku stał się siedzibą rządu sowieckiego, w 1934 roku został częściowo przebudowany. W latach 1994–1999 dokonano jego rekonstrukcji i modernizacji. Obecnie w Wielkim Pałacu Kremlowskim mieszczą się rezydencje Prezydenta Rosji oraz Patriarchy Moskwy i Wszechrusi, a w jego Sali Andriejewskiej od 2000 roku mają też miejsce uroczyste ceremonie zaprzysiężenia prezydenta.
Jest to największy budynek Kremla moskiewskiego, którego monumentalna bryła miała w założeniach podkreślać wielkość i potęgę państwa rosyjskiego.

## Historia

### Wczesne budowle pałacowe

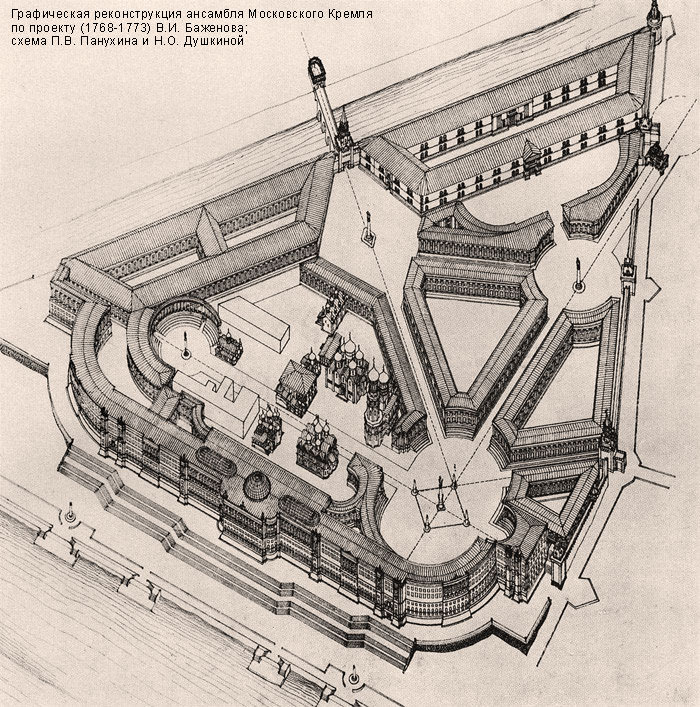
Graficzna rekonstrukcja zespołu Kremla moskiewskiego według projektu Wasilija Bażenowa z XVIII wieku

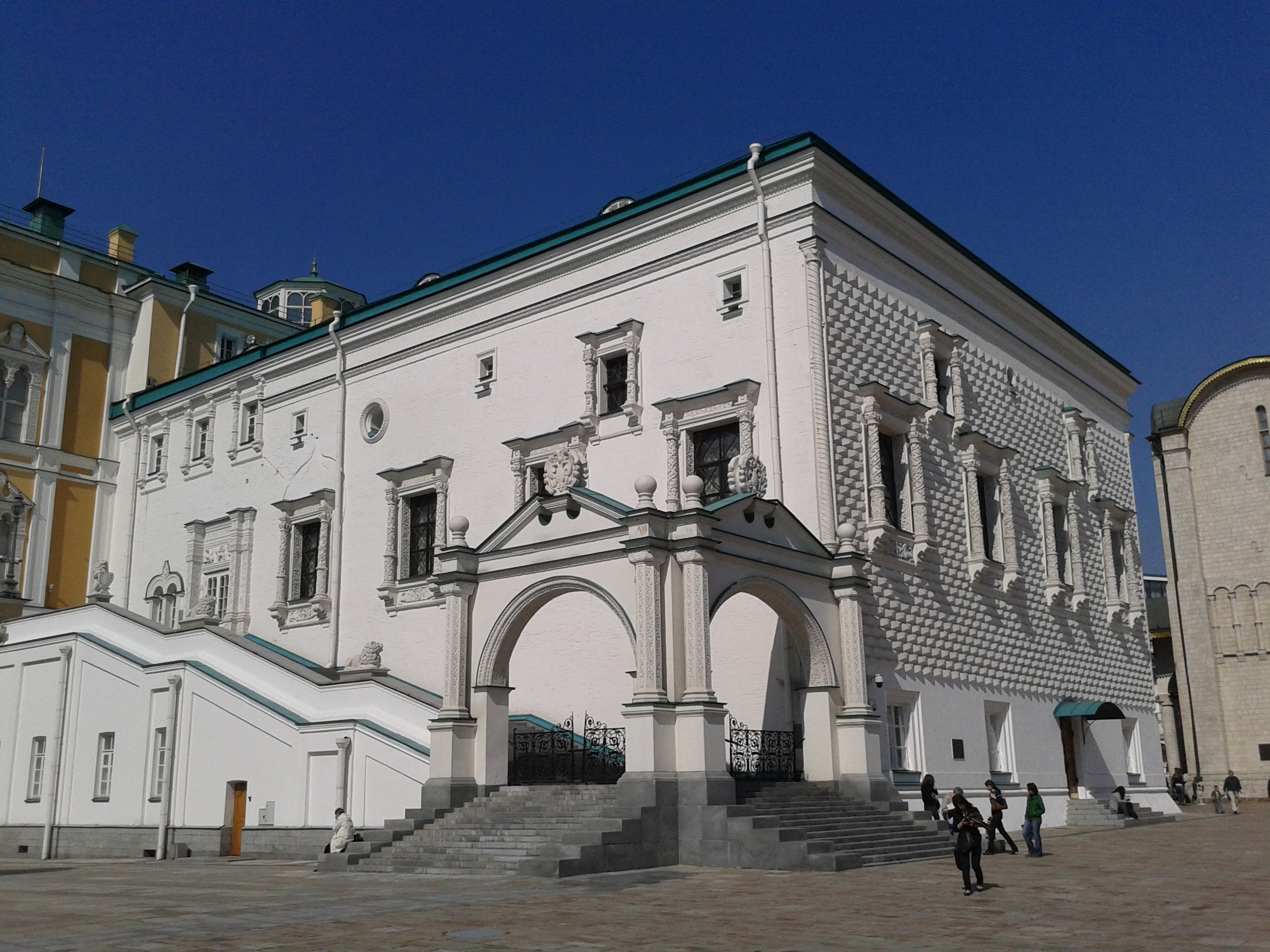
Granowita Pałata, 2014

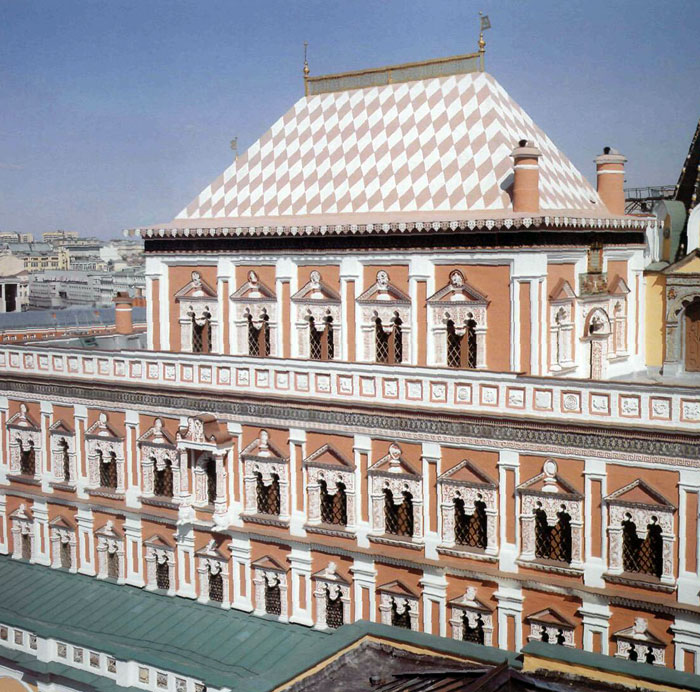
Fasada Pałacu Tieriemnego, 2003

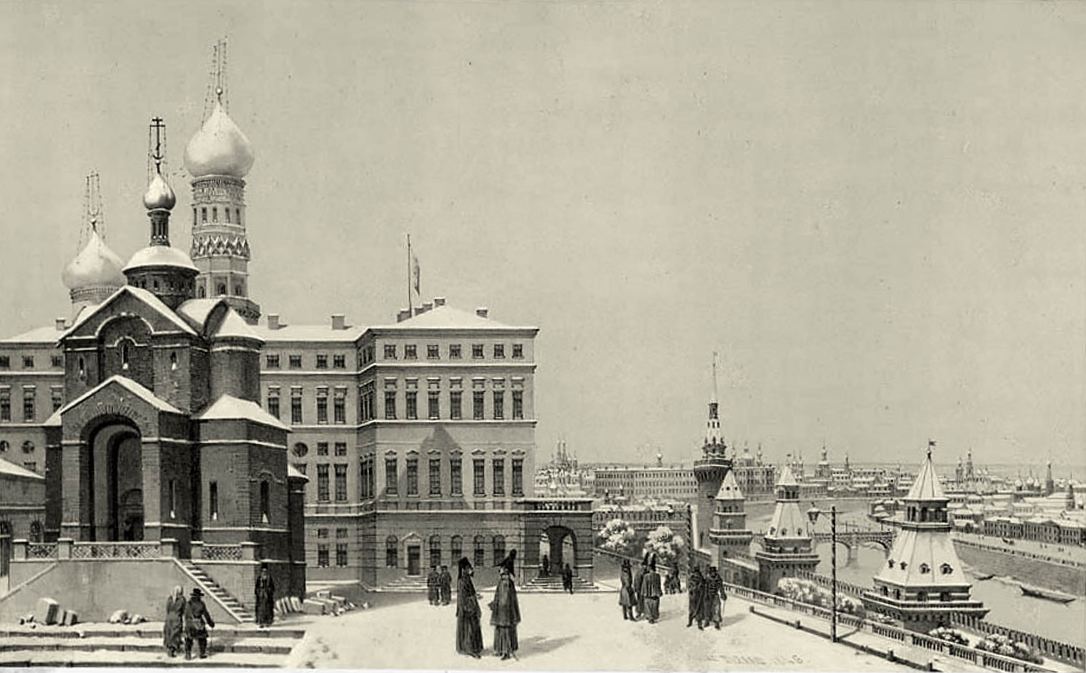
Kremlowski Pałac Zimowy i cerkiew Jana Chrzciciela w latach 20. XIX wieku

#### XII–XV wiek
Według Siergieja Bartiewa historia budynków pałacowych na Kremlu moskiewskim jest następująca.
W połowie XII wieku pomiędzy cerkwią Narodzenia Jana Chrzciciela a miejscem obecnej Baszty Borowickiej znajdowały się niewielkie drewniane dworki, które służyły za tymczasową rezydencję książąt. W XIII wieku, kiedy Moskwa stała się ośrodkiem odrębnego księstwa, dwór wielkoksiążęcy został przeniesiony na wschód, gdzie zbudowano cerkiew Zbawiciela na Borze. W XIV wieku wielki książę Iwan Kalita (1328–1341) powiększył swój dziedziniec i na miejscu drewnianej cerkwi Zbawiciela wzniósł kamienną katedrę, do której przeniósł klasztor ze wsi Daniłowa.
Za czasów Dymitra Dońskiego (1363–1389) i jego syna Wasilija Dymitrowicza (1390–1425) pałac wielkoksiążęcy wyróżniał się już bogatą dekoracją. Dach nadbrzeżnego teremu został pozłocony, a na dziedzińcu umieszczono pierwszy znany na Rusi zegar.
Książę kazał wybudować kamienny Sobór Zwiastowania „na sieniach” (cerkiew domową), podczas gdy na połowie księżnej znajdowała się kamienna i słynąca cudami cerkiew Narodzenia Bogarodzicy. Położenie tych świątyń wielkoksiążęcych domowych wyznaczało rozmiary ówczesnego pałacu.

#### Okres państwa moskiewskiego
Pałac wielkiego księcia Iwana III, zbudowany na przełomie XV i XVI wieku według projektu włoskich architektów, obejmował Granowitą Pałatę, Środkową Złotą Pałatę, Nabrzeżną Pałatę, Salę Jadalną i inne budynki. Na początku XVII w., za czasów Borysa Godunowa, wzniesiono Pałac Rezerwowy, a za Michaiła Fiodorowicza zbudowano Pałac Tieriemny i Basztę Herbową. W drugiej połowie tego samego stulecia wybudowano pałac carycy Natalii Kiriłłowny, komnaty innych caryc i księżniczek, a na dachu Pałacu Rezerwowego wzniesiono Ogród Nadbrzeżny.

#### Początek XVIII wieku
Po przeniesieniu stolicy z Moskwy do Petersburga w 1712 roku zabudowa Kremla straciła na znaczeniu. Część pomieszczeń zajęły moskiewskie oddziały departamentów rządowych (tzw. kolegia), pozostałe budynki stopniowo niszczały i wielokrotnie płonęły. Za panowania Anny Iwanownej dwór cesarski często przebywał w Moskwie, a zespół pałacowy służył jako miejsce zakwaterowania ich orszaku. W tym okresie obok Zeichhausu, według projektu Bartolomeo Rastrelliego, wzniesiono ciepły, drewniany pałac zimowy – Winter Annenhof. Kiedy w 1730 roku wzniesiono w Lefortowie nowy drewniany pałac letni Annenhof, ciepły pałac został tam przeniesiony.

#### Pałac Zimowy Rastrellego
Za panowania Elżbiety Pietrownej postanowiono wybudować na terenie Kremla nowy pałac, zwany także Pałacem Zimowym, w którym mieścił się dwór carski podczas wizyt władcy w Moskwie. Podczas budowy nowego kompleksu caryca zachowała większość zespołu kremlowskiego, jednak Środkowa Złota i Nadbrzeżna Pałata zostały zburzone. W ich piwnicach pod kierunkiem Bartolomeo Rastrelliego wzniesiono nowy zespół z kamienia w stylu barokowym. Następnie był on kilkakrotnie przebudowywany, jednak jego ogólny stan wciąż był niezadowalający.

#### Wielki Pałac Kremlowski Bażenowa
Za panowania Katarzyny Wielkiej pałac na Kremlu uznano za nieodpowiadający wielkości imperium, choć ogólny zespół architektoniczny był postrzegany jako zabytek historii. W 1759 roku wydano dekret o konserwacji murów i baszt Kremla . Niemniej jednak po dziewięciu latach Wasilij Bażenow zaproponował projekt nowego pałacu, który obejmował wyburzenie niektórych budynków z XV–XVII wieku bez uwzględnienia ich znaczenia historycznego. Pozostała część zabudowy miała zostać połączona w jeden zespół z budynkami nowego pałacu. W szczególności zabudowa obejmowałaby dzwonnicę Iwana Wielkiego i poszczególne budynki placu Soborowego. Według projektu Bażenowa zespół miał zająć cały obszar nadrzeczny i zejść do brzegów rzeki Moskwy. Pod jego kierunkiem wyburzono zrujnowany Sąd Żytny i Pieniężny, Pałac Rezerwowy Borysa Godunowa z Ogrodem Nadbrzeżnym, wszystkie podwórza klasztorne, z wyjątkiem Troickiego, budynek Prikazu, a także starą galerię Zbrojowni kremlowskiej według projektu Dmitrija Uchtomskiego z 1764 roku.
1 czerwca 1773 roku odbyło się uroczyste otwarcie budowy nowego pałacu. Jednak wkrótce po rozpoczęciu prac budowlanych południowa ściana Soboru św. Michała Archanioła pokryła się pęknięciami, a fundamenty świątyni zaczęły się zapadać. Wobec tego wznoszenie dużych budynków na Kremlu uznano za niewłaściwe i zaprzestano prac już w 1775 roku. Renowację murów i wież zaczęto rok później pod kierunkiem architekta Matwieja Kazakowa, a Sobór św. Michała Archanioła wzmocniono przyporami.
Około 1800 roku, według projektu Nikołaja Lwowa, zmodernizowano wnętrza i fasady Kremlowskiego Pałacu Zimowego. Budynek spłonął podczas okupacji Moskwy przez Francuzów w 1812 roku, a w 1817 roku został odrestaurowany w stylu klasycyzmu przez Aleksieja Bakariewa i Iwana Tamanskiego. Projekt przygotował Wasilij Stasow, który sześć lat później dobudował do zespołu dodatkowe piętro.
W 1836 roku przeprowadzono zakrojoną na szeroką skalę renowację pod kierunkiem architekta Fiodora Richtera. Jednakże układ budynków w dalszym ciągu nie odpowiadał potrzebom epoki i uznawany był za przestarzały. Dlatego Mikołaj I powiedział odwiedzającemu Moskwę markizowi Astolphe de Custine: „Pokażemy Państwu nowe dzieła, które tworzymy na Kremlu. Chcę przybliżyć architekturę tych historycznych budowli do współczesności. Pałac jest za mały i stał się dla mnie niewygodny”. Ponadto kompleks uznano za stwarzający zagrożenie pożarowe, gdyż drewniane belki nadbudówki Stasowa stykały się z kominami.

### Budowa

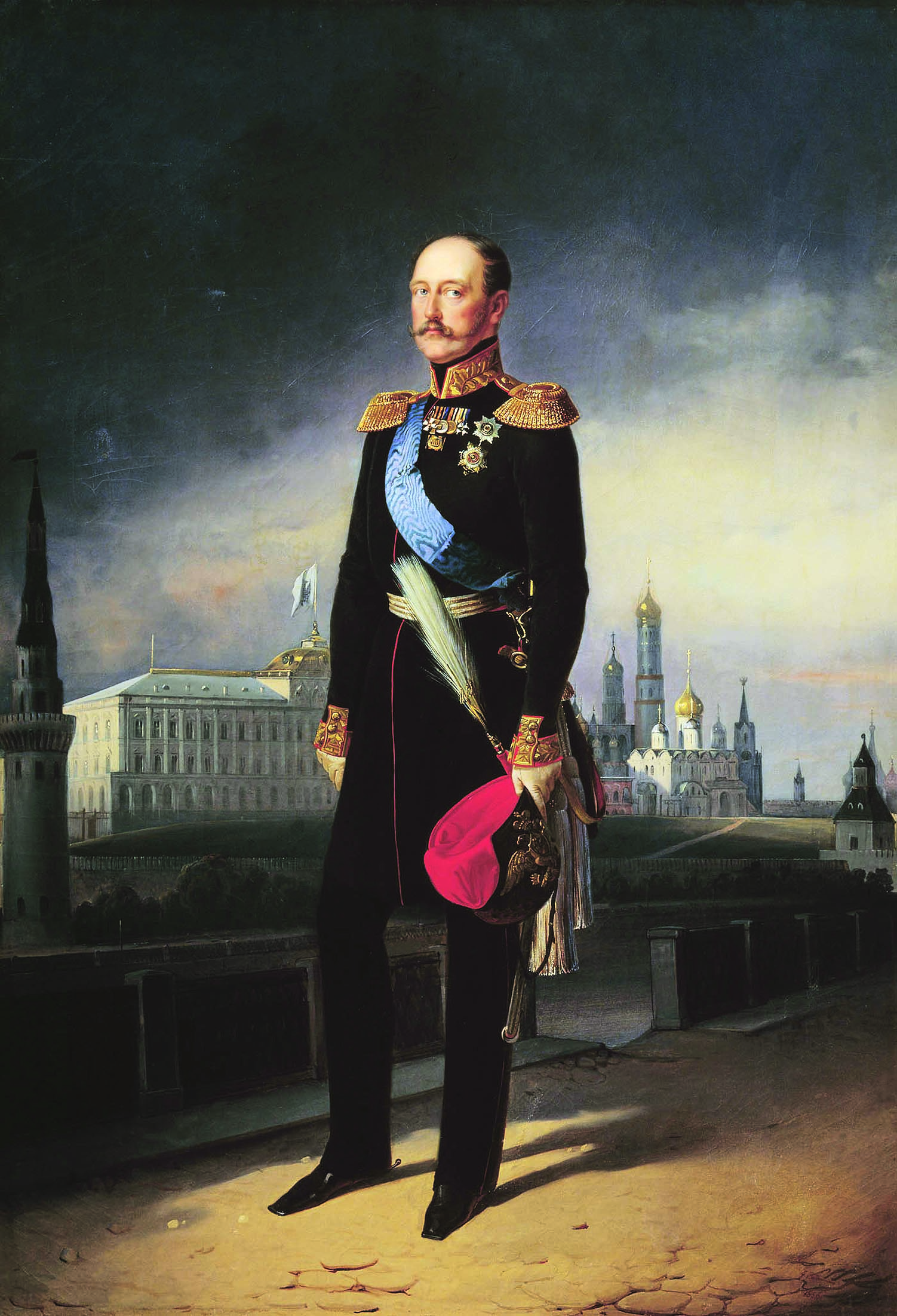
Portret Mikołaja I na tle pałacu, 1856

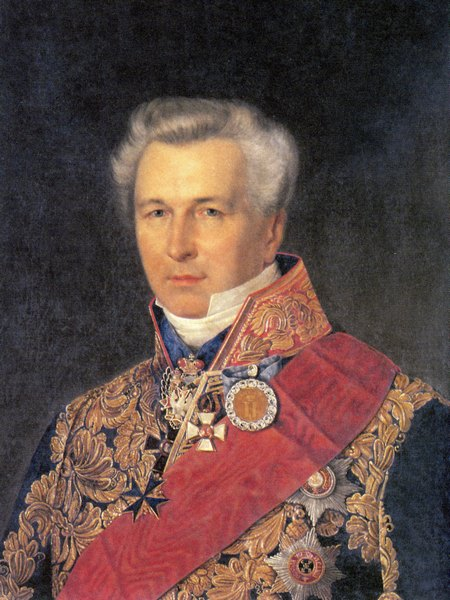
Kierownik budowy baron Lew Bode ze Złotym Medalem „Za budowę Pałacu Kremlowskiego”, lata 50. XIX wieku

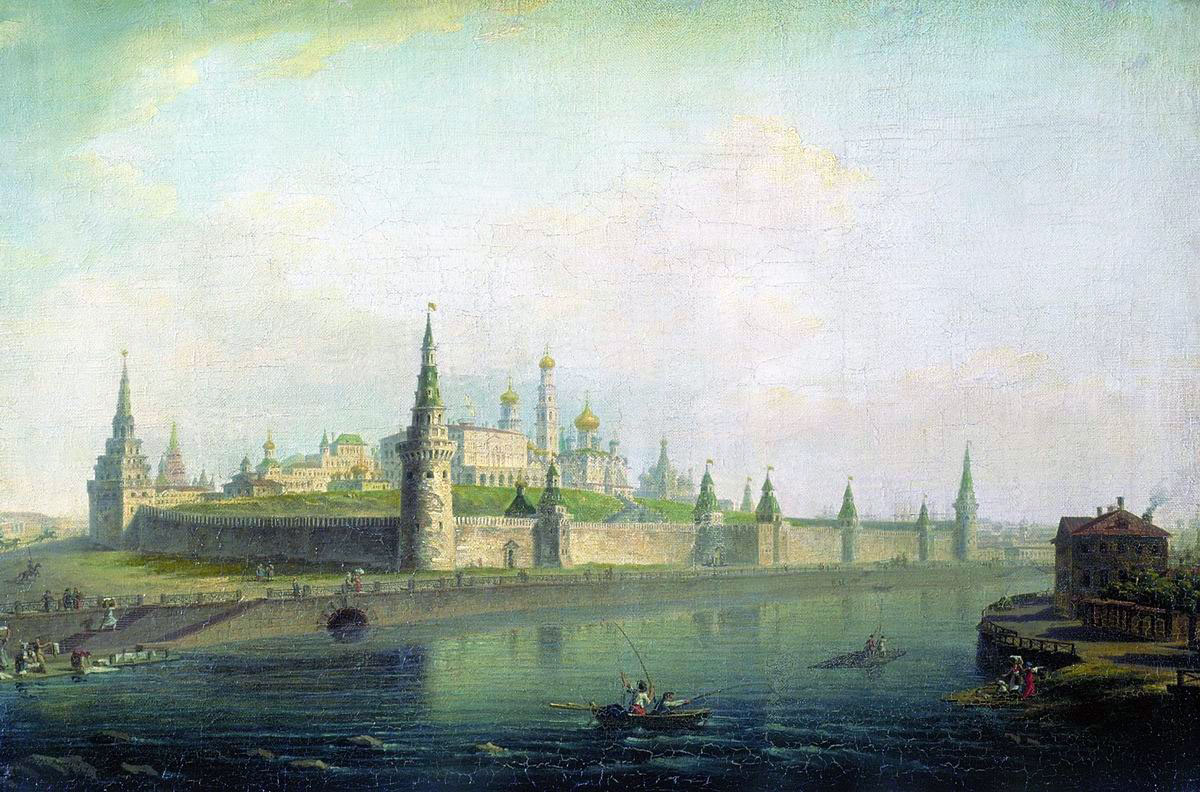
Widok na Kreml moskiewski, Maksim Worobiow, 1819

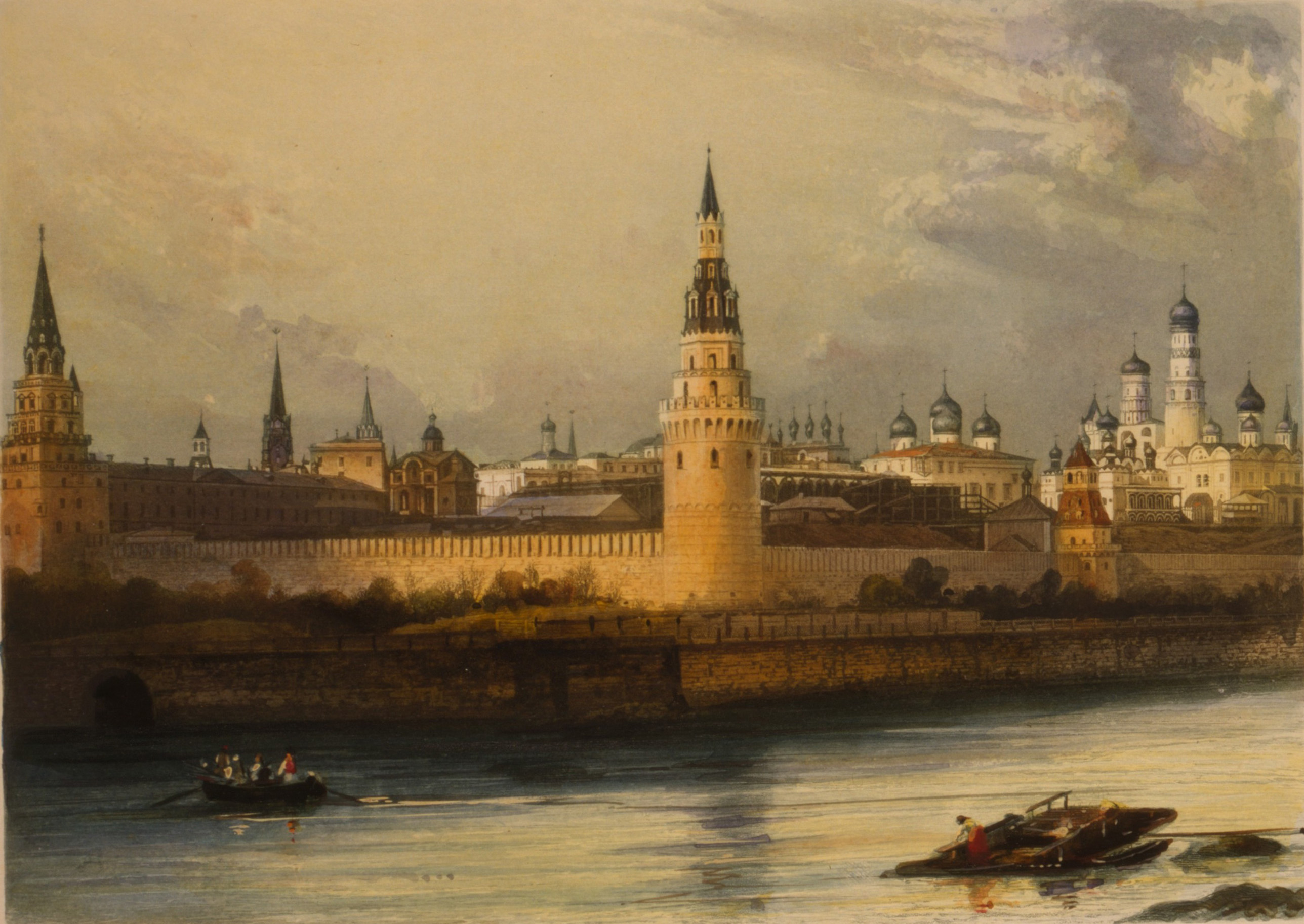
Widok na Kreml podczas budowy pałacu, 1841–1842

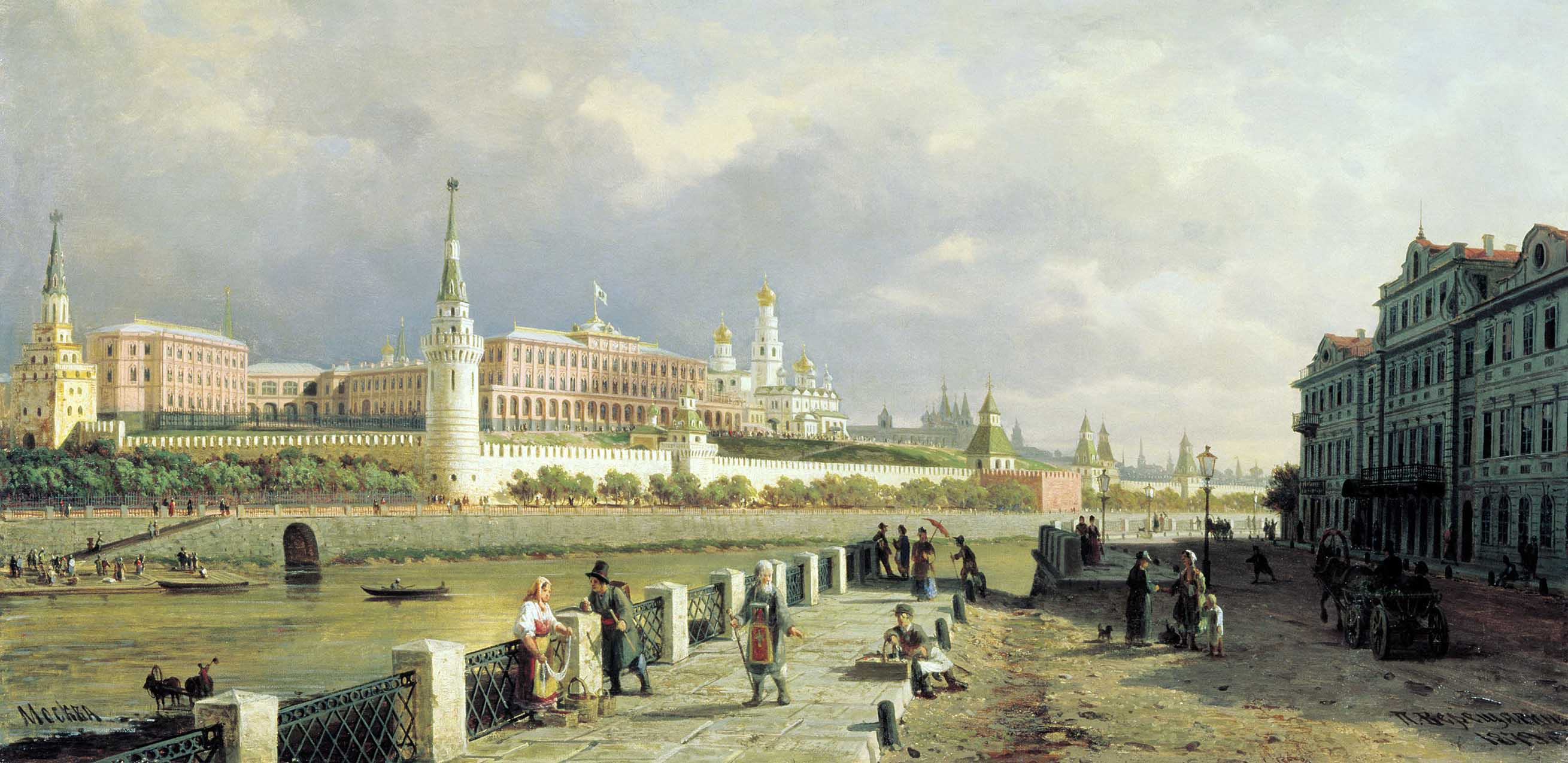
Widok na Kreml moskiewski, Piotr Wierieszczagin, 1879

Po zwycięstwie w wojnie z Napoleonem w 1812 roku i rozpoczęciu zakrojonego na szeroką skalę projektu Soboru Chrystusa Zbawiciela pałac na Kremlu ponownie przyciągnął uwagę opinii publicznej. Ogromne rozmiary budowanej w pobliżu świątyni uwypukliły potrzebę budowy nowego zespołu pałacowego, symbolizującego odnowienie wizerunku Moskwy i ożywienie jej stołecznych funkcji. Pod tym względem budynek pomyślano jako odpowiadający statusowi pałacu koronacyjnego, a nie tylko rezydencji.
Po pożarze Pałacu Zimowego w Petersburgu w 1837 roku Mikołaj I zlecił Konstantinowi Thonowi opracowanie projektu nowej rezydencji kremlowskiej, która w pełni odpowiadałaby istniejącym normom bezpieczeństwa przeciwpożarowego, w tym posiadała ognioodporne konstrukcje wykonane z żeliwa i żelaza. Rozebrano stary pałac elżbietański, na miejscu którego planowano zbudować nowy zespół, wraz z XVII-wiecznym dziedzińcem stajni i innymi budynkami południowo-wschodniej części twierdzy. W wyniku dalszych przebudów już w połowie XIX wieku panorama Kremla otwierająca się z Kamiennego Mostu uległa znacznej zmianie.
Za wzór stylistyki nowego zespołu przyjęto niezrealizowany projekt Pałacu Kołomienskiego, opracowany w 1836 roku przez Andrieja Stackenschneidera. Nowy zespół o monumentalnych formach miał rozwijać kompozycję Pałacu Tieriemnego i organicznie łączyć się ze historyczną zabudową Kremla. Oprócz Pałacu Tieriemnego, jego cerkwi i Granowitej Pałaty, w skład zespołu wchodzić miały: nowy budynek Apartamentów Wielkich Książąt, częściowo przebudowany budynek stajni, Pałac Rozrywki oraz nowy budynek Zbrojowni kremlowskiej. Początkowo planowano je budować jednocześnie z pałacem jako jeden zespół, jednak w 1842 roku budowę podzielono na dwa etapy.
Ukaz carski z 5 marca 1838 roku stwierdzał, że postanowiono „rozpocząć prace budowlane jeszcze tej wiosny i ukończyć zarówno budynek główny, jak i wszystkie przyległe budynki w ciągu czterech lat”. Przed rozpoczęciem budowy w miejscu planowanego cokołu wmurowano kamień węgielny z napisem: „30 czerwca 1838” („1838 г. июня 30 дня”). Pod cokołem narożnej części kompleksu, w którym planowano zlokalizować siedzibę carską, umieszczono miedzianą tabliczkę z napisem:

Ustanowiony za panowania cara Mikołaja I, pod kontrolą Ministra Dworu Cesarskiego, generała piechoty, księcia Piotra Michajłowicza Wołkońskiego oraz ober-szambelana barona Bode. Budowniczym był architekt Konstantin Thon

Na budowę planowano wydać ponad sześć milionów ówczesnych rubli, z zastrzeżeniem, że przy montażu żelaznych krokwi budżet zostanie zwiększony o milion. W sumie jednak wydano prawie dwanaście milionów rubli, a prace trwały do 1849 roku.
W projektowaniu i budowie pałacu brał udział duży zespół moskiewskich architektów. Kierownictwo prac budowlanych powierzono ober-szambelanowi baronowi Lwowi Bode, który formalnie podlegał księciu Aleksandrowi Urusowi. Głównym architektem był Konstantin Thon, pomagali mu Piotr Gierasimow i Nikołaj Szochin. Od 1843 roku architektem zastępującym Thona w sprawach ogólnych został Fiodor Richter, który był także odpowiedzialny za projektowanie i wystrój wnętrz wraz z Nikołajem Cziczagowem, Władimirem Bakariewem, Piotrem Gerasimowem, Nikołajem Szochinem i Julienem Artarim. Głównym artystą był Fiodor Sołncew. Wiadomo także, że młody Iosif Kaminski odbył staż przy budowie pałacu.
Wznoszenie pałacu rozpoczęto w tym samym czasie, co budowę Soboru Chrystusa Zbawiciela w 1839. Podczas prac wykopaliskowych w pobliżu Soboru Zbawiciela na Borze odkryto pozostałości cmentarza ogrodzonego dębowymi żłobkami oraz ogrodu, który wcześniej znajdował się w pobliżu murów świątyni.
Konstantin Thon zaprojektował lekkie ceglane sklepienia o dużej rozpiętości i metalowe konstrukcje dachowe z kratownic. Pałac Kremlowski stał się pierwszym budynkiem w Imperium Rosyjskim o takiej konstrukcji. Oprócz tradycyjnych materiałów budowlanych architekt zastosował nowatorskie jak na tamte czasy konstrukcje metalowe, cement i beton. Dzięki takiemu podejściu w największej sali pałacu – w Sali Gieorgijewskiej – zamontowano sufit podwieszany. W kopule pałacu zamontowano cztery lukarny, pod którymi umieszczono bijący zegar. Jego dzwony, zabrane z Baszty Troickiej, wyróżniały się czystością dźwięku. Na szczycie kopuły zainstalowano pokryty złotem maszt dla sztandaru cesarskiego. Wokół iglicy zbudowano okrągły taras widokowy z balustradami. Pod przewodnictwem akademika Dmitrija Pieriewoszczikowa i majora Ilji Ilina kopułę połączono z dachem za pomocą metalowych łączników, które służyły jako piorunochrony. Zużyto na nie ponad 110 tysięcy pudów żelaza. Pod przewodnictwem generała inżyniera Nikołaja Amosowa w pałacu zainstalowano kaloryferyczny system grzewczy. W tym celu w piwnicy zamontowano 56 masywnych nagrzewnic, dostarczających gorące powietrze międzyściennymi kanałami grzewczymi do pomieszczeń na wszystkich piętrach. Dodatkowym źródłem ciepła były kominki. W 1842 roku Wielki Pałac Kremlowski połączono przejściem z Soborem Zwiastowania.

### Dekoracja wnętrz

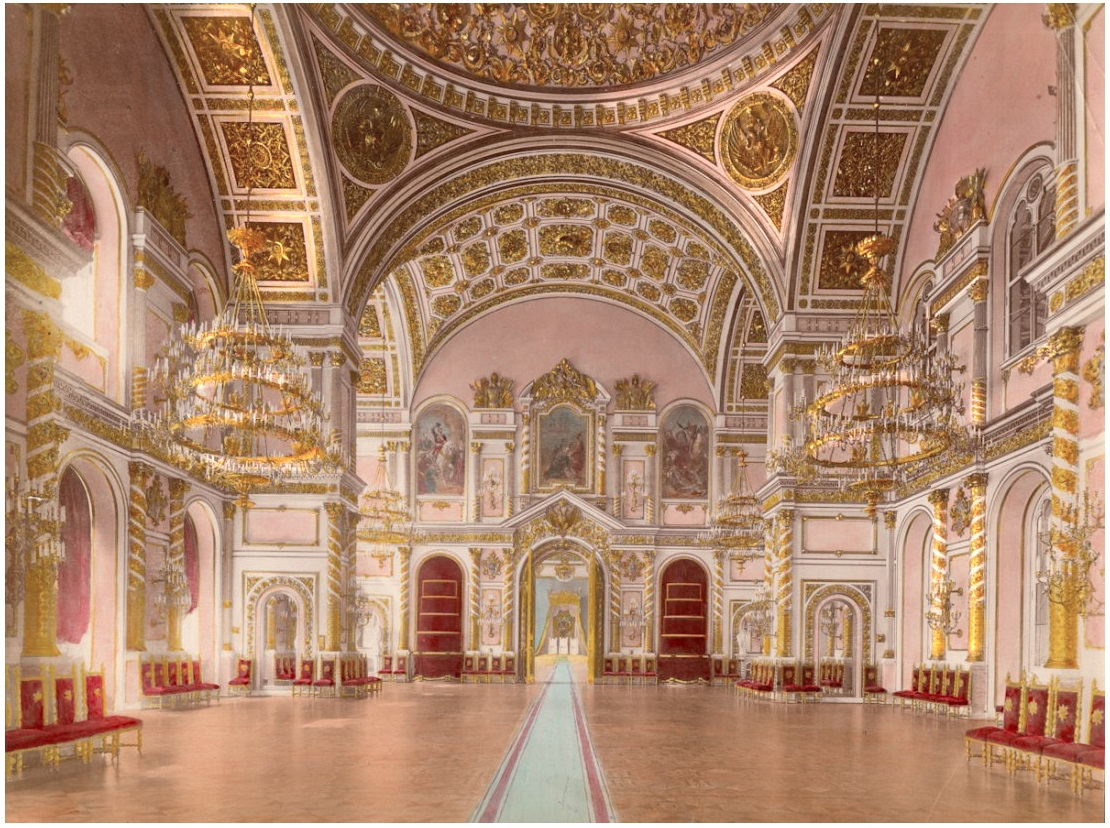
Sala Aleksandrowska, koniec XIX wieku

Na posadzki placyków i przejść wewnętrznych wykorzystano kamień i żeliwo. W pokojach i korytarzach Wielkiego Pałacu Kremlowskiego podłogi wyłożono kamienną posadzką i parkietem. Pierwszą przeznaczono na sień, korytarze pierwszego piętra, pomieszczenia dla służby, magazyny i kuchnie. Podłogę wykonano z szarego rewelskiego kamienia, kołomieńskiego białego marmuru i gżelskiej porcelany. W pozostałych pomieszczeniach ułożono parkiet „z drzew różnobarwnych według opracowanych w tym celu wzorów […] dębu z drobnymi dekoracjami z drewna kolorowego […] i dębu zwykłego”. Projekt składu parkietów sal wykonano według szkiców Fiodora Sołncewa z lat 1843–1845.
W momencie budowy pałacu, w obliczu rosnącej świadomości narodowej, w architekturze pojawiło się zapotrzebowanie na symbole wojskowe. Według planu Mikołaja I kompleks miał stać się pomnikiem militarnych osiągnięć kraju i armii rosyjskiej. Główne sale zostały nazwane na cześć świętych patronów orderów wojskowych Imperium Rosyjskiego, co symbolizowało nienaruszalność władzy carskiej. W ten sposób na cześć odznaczeń wojskowych nadano nazwy salom: Georgijewskiej, Andriejewskiej, Aleksandrowskiej, Włodzimierskiej i Jekaterińskiej, a ich wystrój utrzymano w odpowiadającej im stylistyce.
Zamówienia na meble, tkaniny i dekoracje artystyczne realizowały znane zakłady i fabryki w Petersburgu i Moskwie. Tkaniny na pomieszczenia główne i mieszkalne dostarczyła fabryka Grigorija Sapożnikowa. Wszystkie tkaniny na obicia ścienne i draperie zawierały nici złote i srebrne. Tkanina z metalami szlachetnymi szybko jednak uległa zużyciu i już w drugiej połowie XIX wieku fabryka otrzymała zlecenie na renowację wnętrz. Następnie zatracono technologię produkcji, a podczas ostatniej renowacji dekorację tkaniny zastąpiono podobnymi, wykorzystując kolorowe nici zamiast metalowych. Zdaniem historyków sztuki nie pozwala to w pełni odtworzyć połysku oryginalnych tkanin.
Zestawy mebli powstały w moskiewskich warsztatach Ernesta Blechschmidta, Fiodora Dunkera, Aleksandra Schmidta i innych producentów mebli. W latach 1846–1847 fabryka Blechschmidta dostarczyła około 20 zestawów wykonanych z orzecha, dębu i mahoniu. Wykonywała ona także drzwi z cennych gatunków drewna w salach ceremonialnych i pomieszczeniach mieszkalnych komnat carskich. Żyrandole i lampy do pomieszczeń reprezentacyjnych wykonano w zakładach galwanicznych i odlewniczych należących do męża księżnej Marii Romanowej, Maksymiliana z Leuchtenbergu, a także w przedsiębiorstwie Feliksa Chopina.

### Otwarcie i ocena przez współczesnych

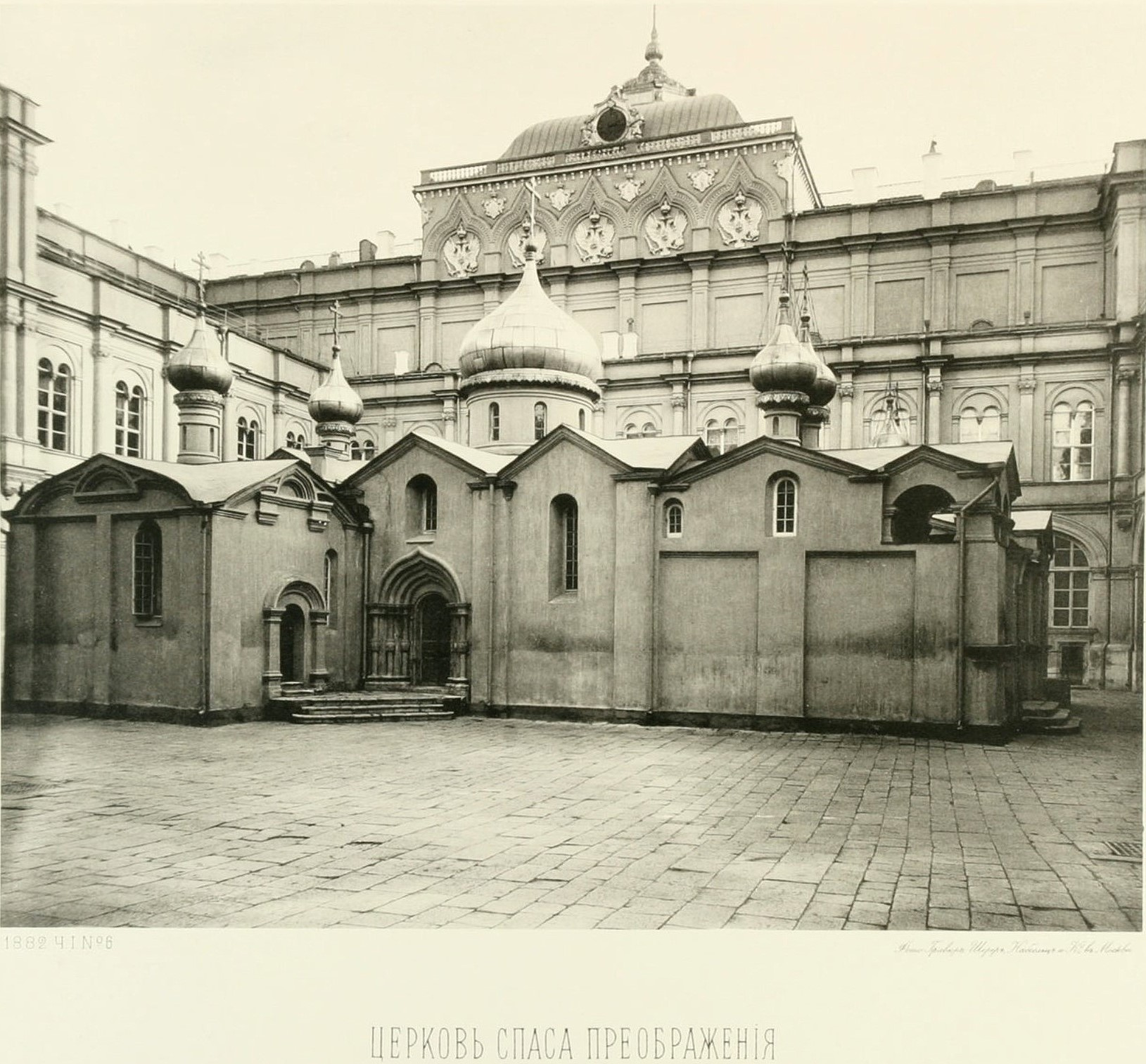
Sobór Zbawiciela na Borze, 1882

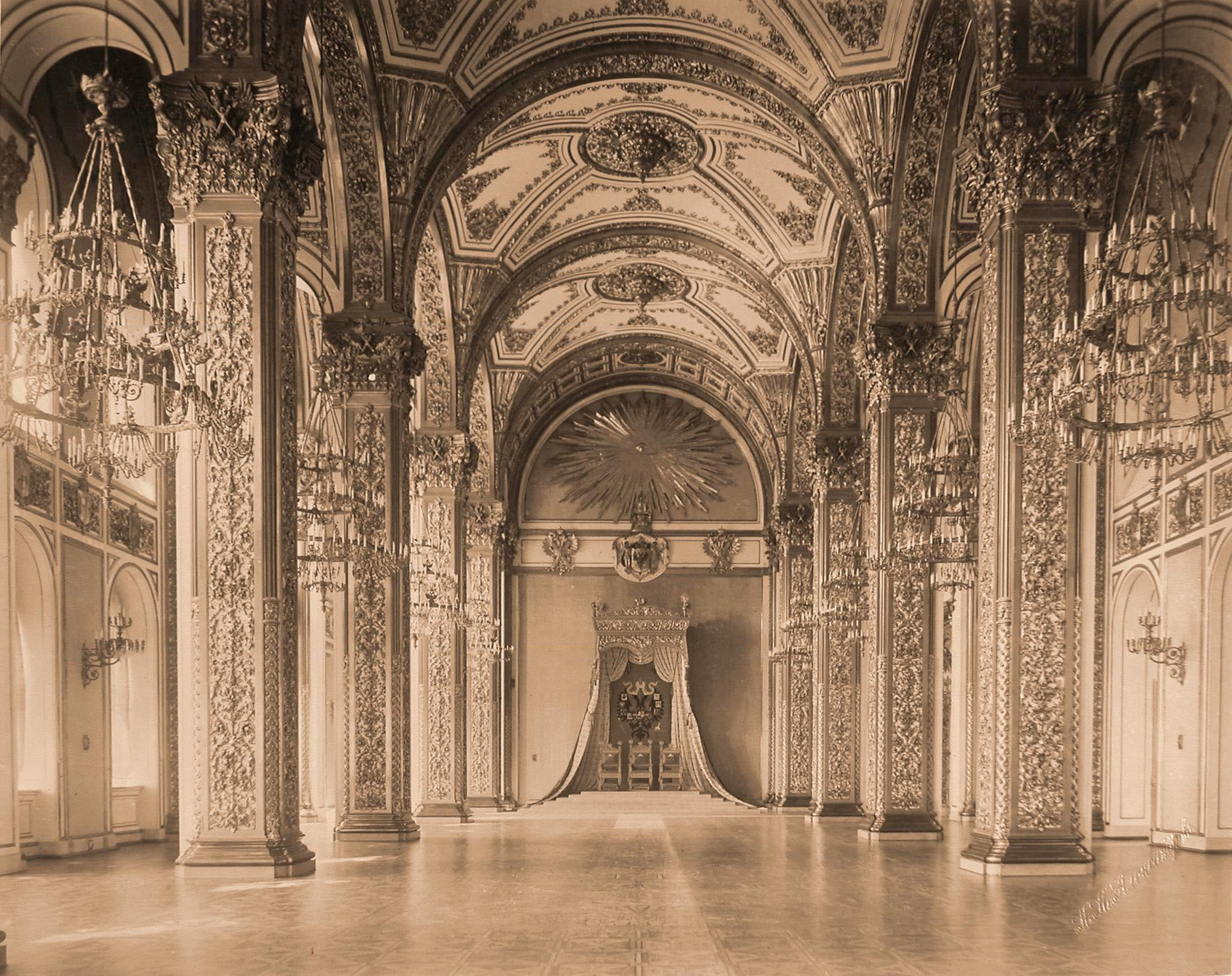
Wnętrze Sali Andriejewskiej, 1896

Car osobiście dokonał inspekcji pomieszczeń kompleksu. Uczestnicy budowy zostali nagrodzeni i odznaczeni medalami „Za budowę Pałacu Kremlowskiego”:

[Lew Bode] został wybrany, pokonując 81 seniorów (w tym dwóch ministrów) na ober-szambelana, na stanowisko prezesa moskiewskiego urzędu pałacowego w miejsce starszego księcia Aleksandra Urusowa i otrzymał złoty medal obsypany brylantami z napisem „dziękuję” do noszenia na Wstędze Aleksandrowskiej, został odznaczony Orderem Św. Aleksandra Newskiego i jednocześnie nagrodzony 50 000 srebrnych rubli; co więcej, jeden z jego synów otrzymał nagle zarówno stopień, jak i order

Na terenie Kremla istniała już mniejsza rezydencja carska – Pałac Nikołajewski, dlatego nowy kompleks zaczęto nazywać dla odróżnienia Wielkim Pałacem Kremlowskim. Jego poświęcenie odbyło się w Wielkanoc 3 kwietnia 1849 roku w obecności cara Mikołaja I i członków jego rodziny. Procesja rozpoczęła się modlitwą za metropolitę Filareta. Następnie na rozkaz cara czterech grenadierów pałacowych przymocowało do ściany jednej z sal tablicę z nazwą Pułku Preobrażeńskiego. Według niektórych przekazów, po tym wydarzeniu Mikołaj I zabrał żołnierzy, aby obejrzeli nowe komnaty. Mimo triumfu budowy zespół pałacowy ostatecznie uformował się dopiero w 1851 roku, kiedy ukończono budowę nowego budynku Zbrojowni i przylegającego do niego od północy apartamentowca, połączonego przejściem z zespołem głównym.
Większość współczesnych pozytywnie odnosiła się do nowego pałacu i zauważała, że budynek dzięki swojej korespondencji stylistycznej harmonijnie wpisuje się w zabudowę Kremla. Wskazywano także, że „dzięki Pałacowi rzeka nabrała cech uroczyście udekorowanej szosy”. Jednak nie wszyscy podzielali ten punkt widzenia. Historyk Aleksandr Turgieniew ubolewał nad „zniszczeniem pomników historycznego rosyjskiego Kremla”. Zaś pisarz Fiodor Dostojewski porównał nowy zespół pałacowy z ogromną skrzynią zainstalowaną na zboczu Wzgórza Borowickiego. Autor notatek podróżniczych po Rosji, markiz Astolphe de Custine, uważał, że budowa nowego kompleksu „zniszczyła wygląd historycznej świętej twierdzy”.

### Epoka przedrewolucyjna

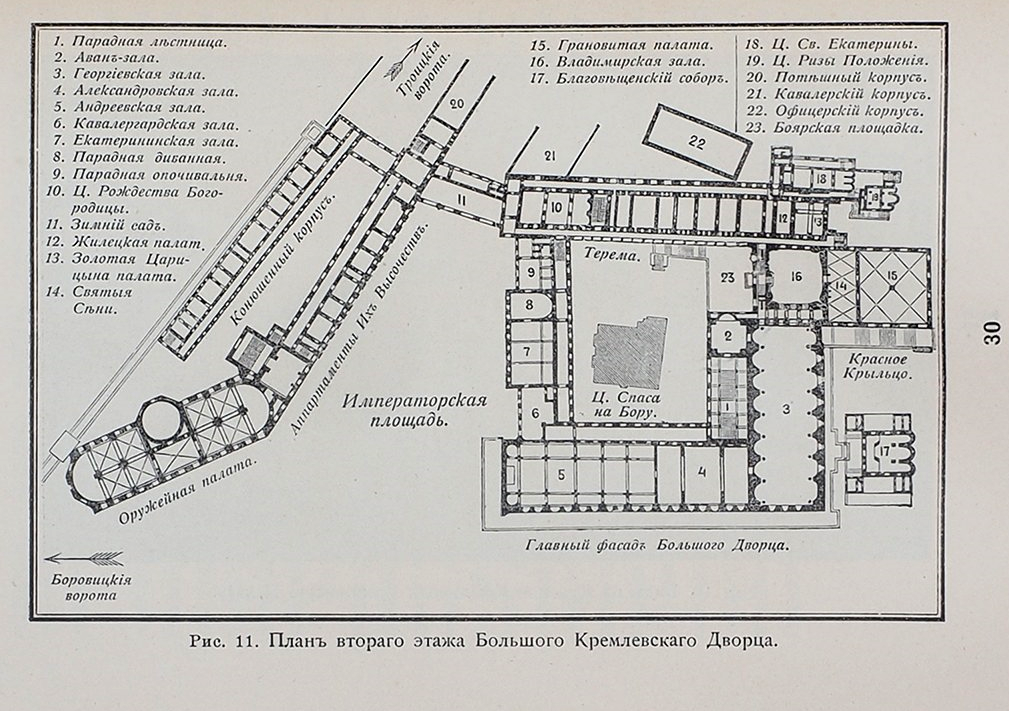
Plan Pałacu Kremlowskiego i okolic z początku XX wieku

Wielki Pałac Kremlowski był kilkakrotnie rekonstruowany i przebudowywany. Już równolegle z budową i aranżacją pałacu trwały prace nad restauracją zabytkowych budynków wchodzących w skład kompleksu. Jednak prace w Pałacu Tieriemnym przeprowadzono bez niezbędnych badań historycznych, zgodnie z istniejącymi wówczas wyobrażeniami o historycznej architekturze rosyjskiej. Nowe meble wykonano w stylu XVII-wiecznym z cennych gatunków drewna, wstawiono dębowe ramy okienne. Malowidła ścian i sklepień zostały wykonane według szkiców Piotra Gierasimowa i Fiodora Sołncewa przez artystę T. A. Kisieliowa. Zmieniły one znacząco wygląd architektoniczny i artystyczny Pałacu Tieriemnego, dlatego późniejsi badacze zwrócili uwagę, że rekonstrukcja nie odpowiadała ówczesnym standardom. Niemniej jednak późniejsze fragmentaryczne odkrywki wykazały, że pod fundamentami zachował się pierwotny plan pomieszczeń.
Kolejne przebudowy dotyczyły głównie przebudowy, a trwające prace inżynieryjne podzielono na planowe i „spowodowane skrajną koniecznością”. Co roku Zarząd Pałacu Moskiewskiego gruntował i malował dach, poprawiał tynki i odnawiał zewnętrzne ściany pałacu. Aby zachować gronostajowe baldachimy tronów, zawarto wieloletni kontrakt z kupcem Nikołajem Eggersem, który „monitorował zachowanie koloru” i „zobowiązał się chronić futra przed uszkodzeniem przez mole i naprawiać wszystkie uszkodzone miejsca”. Co roku prowadzono także „eksterminację szkodliwych owadów i zwierząt”. W 1895 roku za nieplanowane uznano prace przy ponownym ułożeniu podestów i stopni Bramy Czerwonej z asfaltową nawierzchnią sklepień pod nią, na które przeznaczono 1617 rubli.

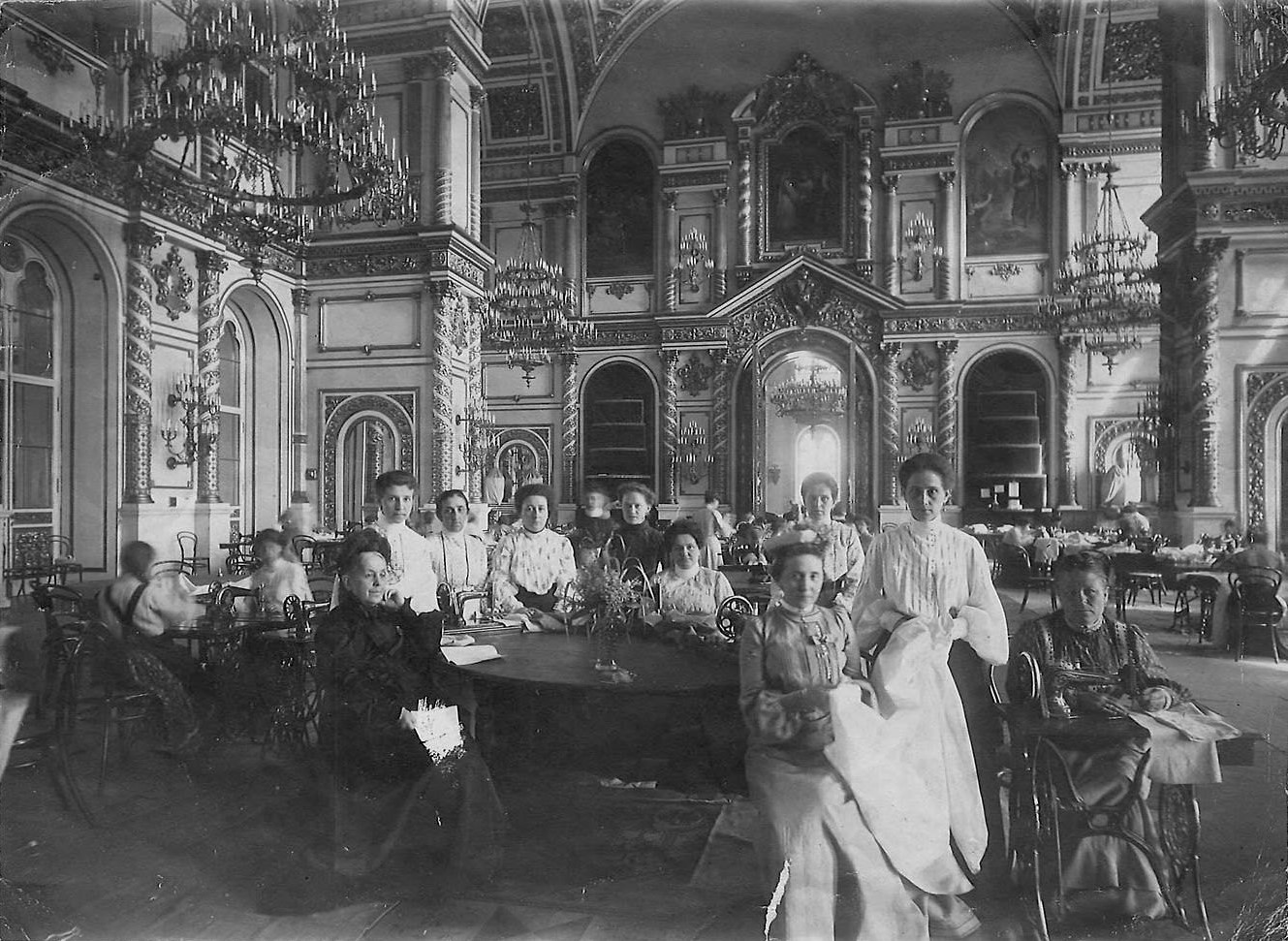
Warsztat krawiecki w Sali Aleksandrowskiej, 1904–1905

Podczas uroczystości koronacyjnych Aleksandra III w 1883 roku Wielki Pałac Kremlowski po raz pierwszy oświetlono światłem elektrycznym. W tym celu na nasypie Rauszskim zbudowano tymczasową elektrownię, z której kable poprowadzono na Kreml. Instalację stałego oświetlenia elektrycznego zewnętrznego i wewnętrznego rozpoczęto dopiero w kwietniu 1895 roku. Na terenie Ogrodu Aleksandrowskiego zlokalizowano pałacową stację elektryczną, co umożliwiło w ciągu roku umieszczenie w pałacu prymitywnych wind oraz zainstalowanie w niektórych pomieszczeniach systemów alarmowych.
W latach 1900–1902 Wielki Pałac Kremlowski został podłączony do miejskiej sieci kanalizacyjnej. Aby „zapobiec przedostawaniu się gazów kanalizacyjnych do apartamentów pałacowych” oddzielono od zespołu sieć miejską za pomocą uszczelnienia wodnego oraz przebudowano sieć wodociągową i kanalizacyjną. Koszt projektu szacowano na około 40 tysięcy ówczesnych rubli. Podczas wojny rosyjsko-japońskiej na terenie Pałacu Kremlowskiego utworzono szwalnię, w której szyto i pakowano rzeczy przed wysłaniem na front . W 1913 roku w Wielkim Pałacu Kremlowskim odbyły się uroczystości z okazji 300-lecia rządów dynastii Romanowów, które okazały się ostatnim uroczyście obchodzonym świętem narodowym carskiej Rosji.

### Siedziba rządu sowieckiego

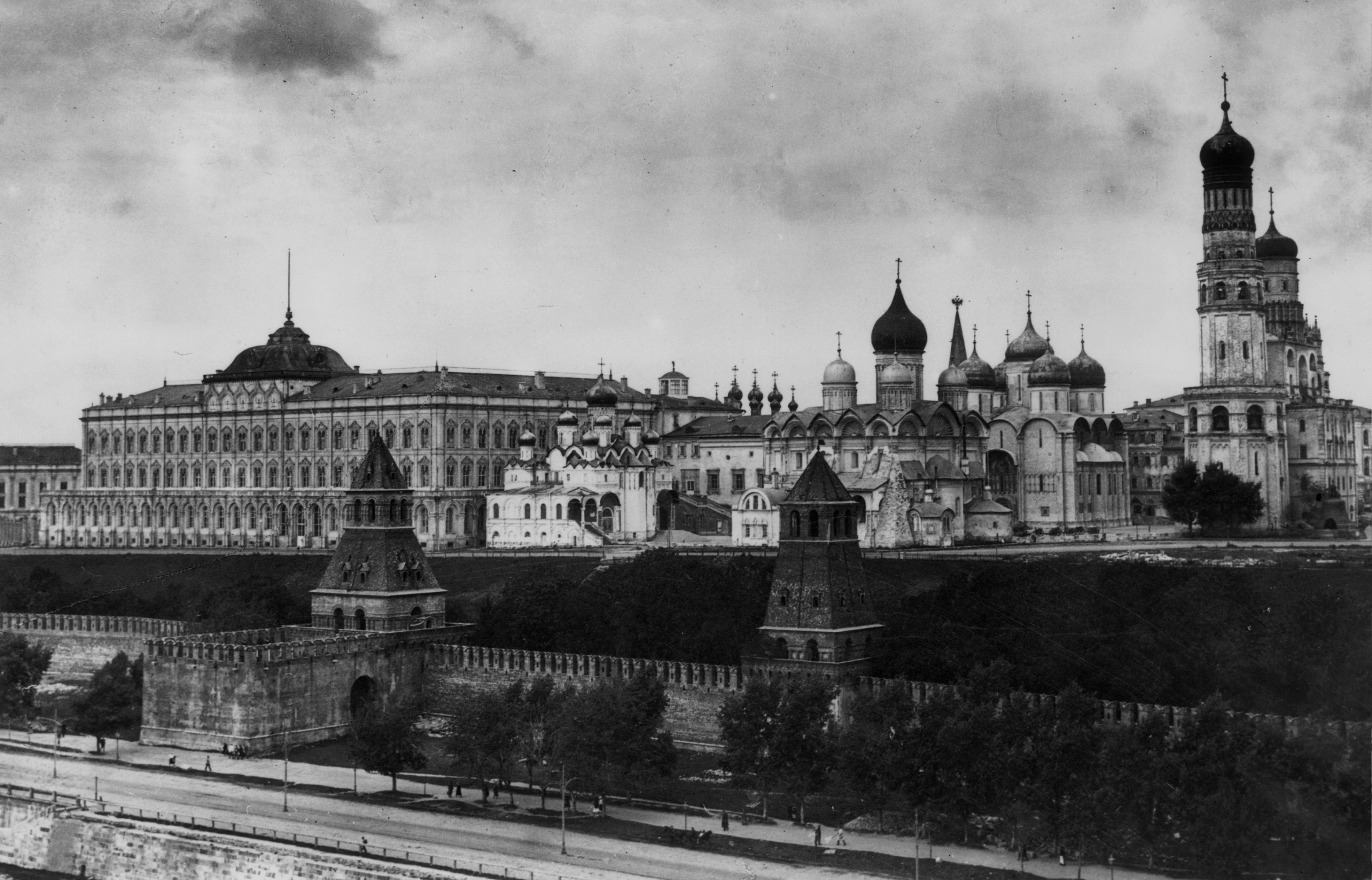
Widok na Pałac Kremlowski i świątynie. Wczesne lata 20. XX wieku

Podczas ostrzału Kremla przez bolszewików jesienią 1917 roku jeden z pocisków trafił w Sobór Wierchospasski, który był częścią kompleksu Wielkiego Pałacu Kremlowskiego. Zniszczony został róg budynku, bogato zdobiony kaflami, których nie udało się odrestaurować. Generalnie jednak zespół pałacowy doznał mniejszych zniszczeń niż inne budowle Kremla. Kiedy rok później władze sowieckie przeniosły się do Moskwy, teren twierdzy został podzielony. 19 marca 1918 roku Komisarz Ludowy ds. Edukacji Anatolij Łunaczarski telegrafował do Rady Komisarzy Ludowych: „Według opinii artystów, naukowców, a także moich pracowników i mojej własnej, prosiłbym, aby nie zamieniać Pałacu Kremlowskiego w rezydencję rządu”. Jednak frontowe, reprezentacyjne i prywatne apartamenty carskie Wielkiego Pałacu Kremlowskiego były zajmowane jako pomieszczenia rządowe oraz pomieszczenia mieszkalne członków rządu i ich rodzin, a także personelu. Dyrektor Zbrojowni podał, że w tym okresie „pod XVIII-wiecznymi gobelinami umieszczano samowary, a na augsburskich stołach suszono pieluchy dziecięce”. Jednakże osadnictwo zostało częściowo zawieszone, gdyż w ścianach kompleksu znajdowały się kosztowności pochodzące z Ermitażu, pałaców Piotrogrodu, Liwadii i Puszczy Białowieskiej, ewakuowanych w latach 1914–1917, co wymagało zwiększonej ochrony. Większą część mieszkań zlikwidowano już w latach 30. XX w., a ostatnimi mieszkańcami zespołu pałacowego byli działacz państwowy Łazar Kaganowicz i dowódca wojskowy Klimient Woroszyłow, którzy wyprowadzili się odpowiednio w 1957 i 1962 roku.
Pomimo obecności lokatorów już 26 stycznia 1919 roku Wielki Pałac Kremlowski został udostępniony do zwiedzania. W ciągu pierwszego półtora miesiąca kompleks odwiedziło ponad pięć tysięcy osób. Jednak wygląd budynku coraz bardziej odbiegał od historycznego. W 1925 roku gronostajowy płaszcz okrywający carskie trony przekazano sklepowi komisowemu GUM-u.

### Rekonstrukcja
Na początku XVII Zjazdu Wszechzwiązkowej Komunistycznej Partii (bolszewików) w 1934 roku podjęto decyzję o przebudowanie Wielkiego Pałacu Kremlowskiego na potrzeby administracyjne. Po rozebraniu Bramy Czerwonej, pomiędzy Granowitą Pałatą a Soborem Zwiastowania wzniesiono jadalnię dla delegatów. Aby zrobić miejsce na rozbudowę dla gości, zburzono wzniesioną w 1330 roku cerkiew Zbawiciela na Borze, która przed budową monasteru Wniebowstąpienia służyła za grobowiec księżniczek moskiewskich.
Na fasadzie budynku w miejscu pięciu dwugłowych orłów umieszczono godło ZSRR, po bokach którego umieszczono litery skrótu ZSRR („СССР”).
W latach 1933–1934, według projektu Iłłariona Iwanowa-Szitsa, sale Andriejewską i Aleksandrowską połączono w Salę Posiedzeń Rady Najwyższej ZSRR. Wiadomo, że muzealnicy próbowali zachować część oryginalnego projektu i usunęli panel z Sali Andriejewskiej, namalowany techniką olejną na płótnie.
Dobudowano dodatkowe pomieszczenie dla prezydium, zmieniono kształt okien wychodzących na rzekę Moskwę, rozebrano ceglane sklepienia i podtrzymujące je kolumny, a także ścianę działową pomiędzy salami Andriejewską i Aleksandrowską, po czym na fasadzie pojawiły się pęknięcia. Aby zapobiec zawaleniu się budynku, do środka holu dobudowano masywny balkon. Mniejsze balkony zabudowano także w bocznej ścianie sali.
W górnej części pomieszczenie nakryto betonowym kasetonowym sklepieniem cylindrycznym, a parkiet w przedpokoju i balkonie ułożono na stalowych belkach. Podłoga w sieni posiadała lekki spadek w stosunku do prezydium – z tego też powodu przy wejściach do sieni z malachitowego foyer i Sali Gieorgijewskiej zamontowano stopnie. W 1939 roku w sali na miejscu dawnych tronów carskich zainstalowano marmurowy posąg Włodzimierza Lenina autorstwa Siergieja Mierkurowa.
W sali – na balustradzie głównego balkonu, a także na belce nad podium i podium – znajdował się zegar z tarczą z cyframi arabskimi. Nad zegarem, nad podium i prezydium wisiało godło ZSRR. Sala konferencyjna pomieściła około 3000 miejsc w sali głównej i 2500 w parterze i na balkonie dla gości. Salę wyposażono w trybunę (w trybunie możliwa była wymiana herbów drewnianych – widać to na fotografiach i filmach kolejnych herbów radzieckich i rosyjskich), biurka i krzesła wykonano z drewna orzechowego, tapicerkę z zielonej skóry. Łączna powierzchnia widowni przekroczyła 1600 metrów kwadratowych. Prostokątna sala okazała się jednak nieodpowiednia do pracy parlamentarnej, ponieważ najbardziej odległe siedzenia znajdowały się w zbyt dużej odległości od podium. Dla normalnego funkcjonowania zjazdów zainstalowano łącza radiowe, dodatkowe oświetlenie i wentylację. Całkowitą ponowną wymianę wyposażenia przeprowadzono dopiero w 1968 roku. Jednak sześć lat wcześniej do Pałacu Zjazdów przeniesiono zjazdy KPZR, a od 1970 roku przeniesiono tam także posiedzenia Rady Najwyższej ZSRR, wskutek czego stary budynek stracił na znaczeniu. Jednakże w 1990 roku w Sali Posiedzeń odbył się I Zjazd Deputowanych Ludowych RFSRR.
Pozostałe pomieszczenia Wielkiego Pałacu Kremlowskiego w czasach sowieckich były wykorzystywane do oficjalnych wydarzeń. Do 1970 roku składanie listów uwierzytelniających przez zagranicznych ambasadorów odbywało się w Sali Jekaterińskiej. W salach Frontu i komnat carskich wręczano odznaczenia i inne nagrody rządowe wybitnym osobistościom nauki i kultury. W pałacu wielokrotnie odbywały się kongresy międzynarodowe, zjazdy związku pisarzy, artystów, kompozytorów, architektów i pracowników przemysłu filmowego.

### Pałac w okresie II wojny światowej
Zespół kremlowski wyróżniał się na tle zabudowy miejskiej ze względu na swoje cechy geograficzne i architektoniczne. Najbardziej charakterystycznymi budynkami znajdującymi się na terenie twierdzy były sobory ze złoconymi kopułami i Wielki Pałac Kremlowski, dobrze widoczne z powietrza. W związku z tym po ataku Niemiec na ZSRR postanowiono zamaskować dach pałacu farbą. Wzmocniono ochronę twierdzy, a 26 czerwca 1941 roku rozpoczęto jej maskowanie i przeprowadzono ćwiczenia zaciemnienia. Pomimo zaostrzonych środków bezpieczeństwa kompleks został uszkodzony podczas bombardowań Moskwy: przy jednym z wejść eksplodowała 100-kilogramowa bomba, która rozbiła szyby Sali Jekaterińskiej i komnat carskich, wyłamała drzwi wejściowe i uszkodziła kabel elektryczny. Podczas pierwszego bombardowania Kremla 22 lipca 1941 roku bomba odłamkowo-burząca wypełniona amonalem przebiła dach i sklepienia Sali Gieorgijewskiej. Ćwierćtonowy pocisk nie eksplodował i rozpadł się na kawałki przy zderzeniu z podłogą. W jego wyniku zniszczeniu uległo około czterech metrów kwadratowych parkietu, uszkodzony został strop pomiędzy czwartym i piątym żyrandolem sali, a sklepienie pierwszego piętra pod miejscem katastrofy pokryło się pęknięciami. 
Jednokilogramowe bomby zapalające i termitowe wielokrotnie uderzały w terytorium kompleksu, były jednak szybko neutralizowane przez personel garnizonu twierdzy. Na strychu pałacu odkryto jedną z uszkodzonych muszli termitów. Krytyk sztuki Abram Efros, opisując wydarzenia 1941 roku, zauważył:

...Podczas bombardowania ani jedna budowla Kremla nie pozostała nietknięta: na każdej z nich widnieją ślady – od dziur po kulach po wyrwy po pociskach. Najmniej ucierpiał ten najmniej znaczący z historycznego punktu widzenia, Wielki Pałac Kremlowski

Na cześć uczestników Parady Zwycięstwa 25 czerwca 1945 roku w murach Wielkiego Pałacu Kremlowskiego odbyło się uroczyste przyjęcie, na które zaproszono prawie trzy tysiące gości, z czego ponad dwa tysiące stanowili wojskowi. Umieszczono je w Sali Gieorgijewskiej i Włodzimierskiej, Granowitą Pałacie, Sali Wejściowej Świętej, w jadalni pomiędzy  Granowitą Pałatą a Soborem Zwiastowania, a także w jadalniach dolnej i górnej.

### Przywrócenie historycznego wyglądu

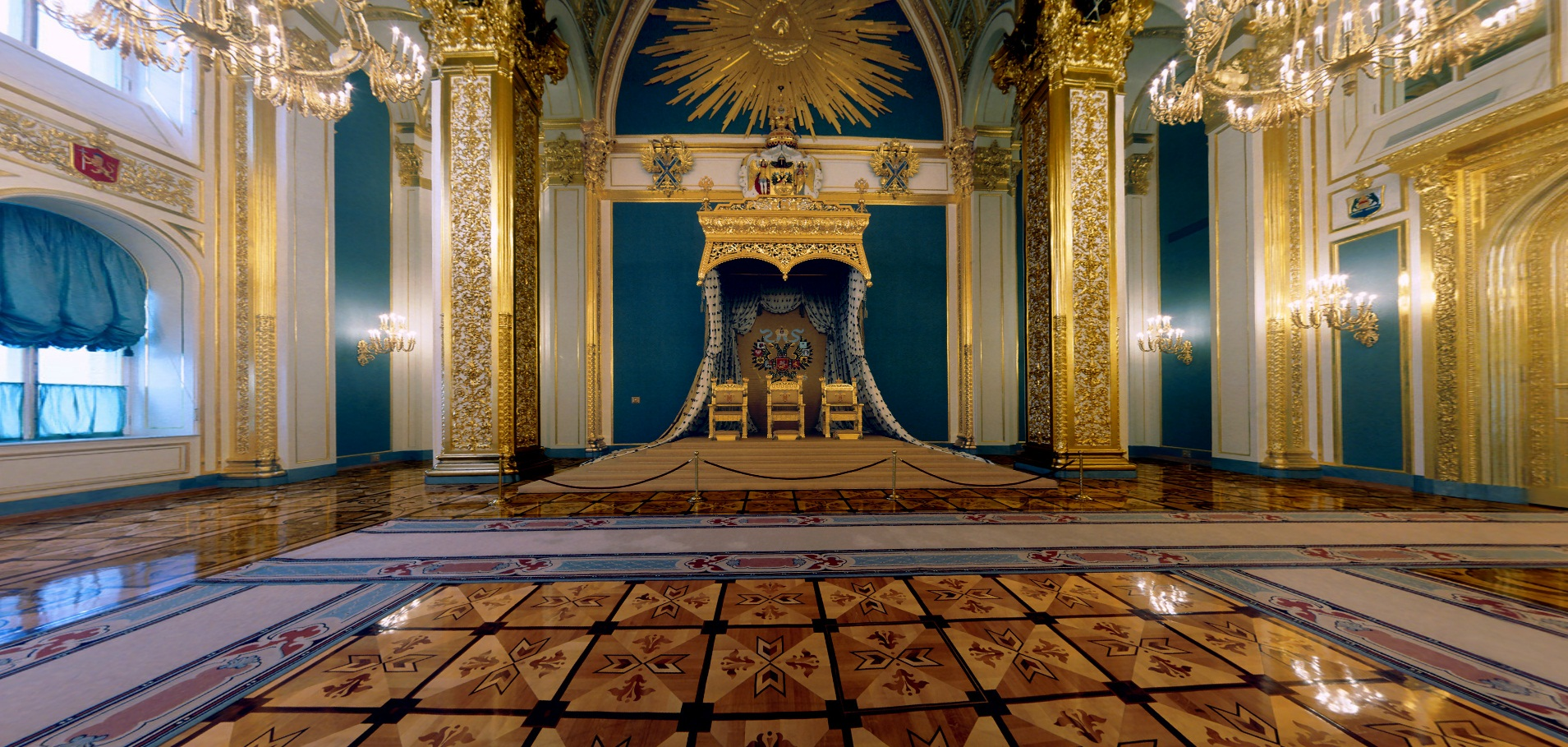
Sala Andriejewska, 2012

W 1968 roku na podstawie przeprowadzonych badań historycznych przywrócono pierwotną kolorystykę fasadom trzech górnych pięter Pałacu Tieriemnego. Prace nadzorował architekt I.P. Ruben. W tym okresie wzmocniono warstwy tynku i farby malowideł, pozłocono poszczególne detale, odnowiono utracone intarsje, tapicerkę ścienną i meble. W ciągu kilku miesięcy odrestaurowano marmurowe ściany głównej klatki schodowej, naprawiono stopnie i podesty.
Po upadku Związku Radzieckiego, kiedy decyzją Borysa Jelcyna Kreml stał się rezydencją Prezydenta Federacji Rosyjskiej, w latach 1994–1999 przeprowadzono w pałacu generalną przebudowę i restaurację. Na podstawie zachowanych rysunków odrestaurowano historyczne sale Andriejewską i Aleksandrowską. Odtworzono także siedzibę carską z tronami Mikołaja II, Aleksandry Fiodorownej i Marii Fiodorownej. W latach 1997–1998 rozebrano budynek pomieszczenia dla prezydium dobudowany w latach 1933–1934 (po lewej stronie pałacu od strony fasady głównej; widać to porównując fotografie Wielkiego Pałacu Kremlowskiego z czasów sowieckich i fotografie po 1998 roku). Odrestaurowano historyczne płaskorzeźby na fasadzie Wielkiego Pałacu Kremlowskiego, w szczególności w 1998 roku (prawdopodobnie po czerwcu) zainstalowano metalowe dwugłowe orły i herby Królestw. Według niektórych raportów całkowity koszt odbudowy sięgnął 350 milionów dolarów.
W 2008 roku przeprowadzono kolejną renowację pomieszczeń pierwszego piętra.

## Stan obecny

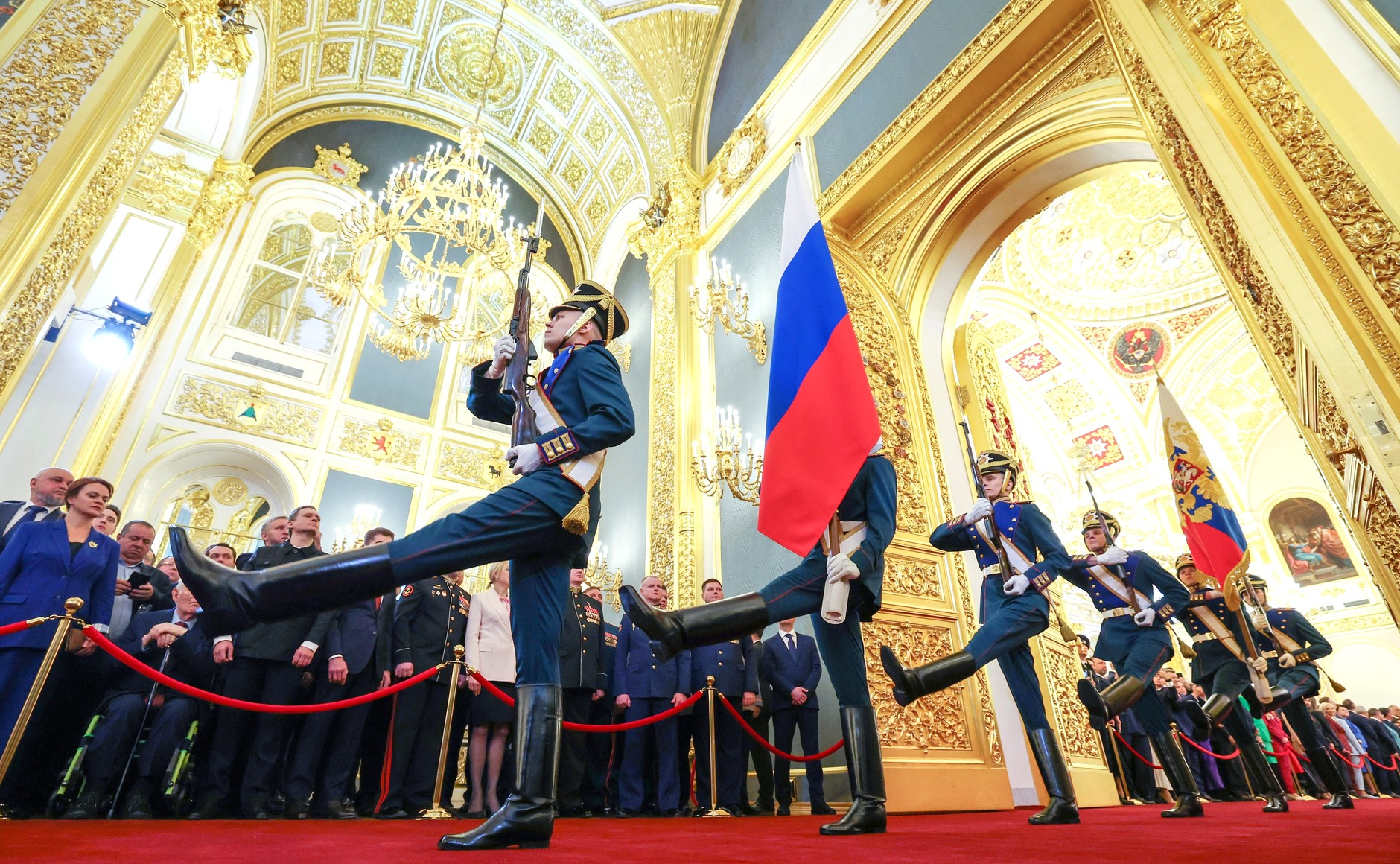
Ceremonia zaprzysiężenia Prezydenta Rosji Władimira Putina w Sali Aleksandrowskiej, 7 maja 2024

Wielki Pałac Kremlowski jest czynną rezydencją Prezydenta Rosji, w której odbywają się oficjalne wydarzenia państwowe. Od 2000 roku uroczyste zaprzysiężenie Prezydenta Rosji odbywa się w Sali Andriejewskiej.
Wycieczki po pałacu organizowane są w czasie wolnym od oficjalnych wydarzeń na zlecenie organizacji kierowanych do szefa komendantury Kremla moskiewskiego. Zwiedzający mogą zobaczyć Granowitą Pałatę, pomieszczenia Pałacu Tieriemnego, komnaty carskie, a także sale ceremonialne, z wyjątkiem Sali Jekaterińskiej. Na trasie wycieczki nie uwzględniono także gabinetu imperatora i Złotej Komnaty Carycy.

## Struktura i architektura

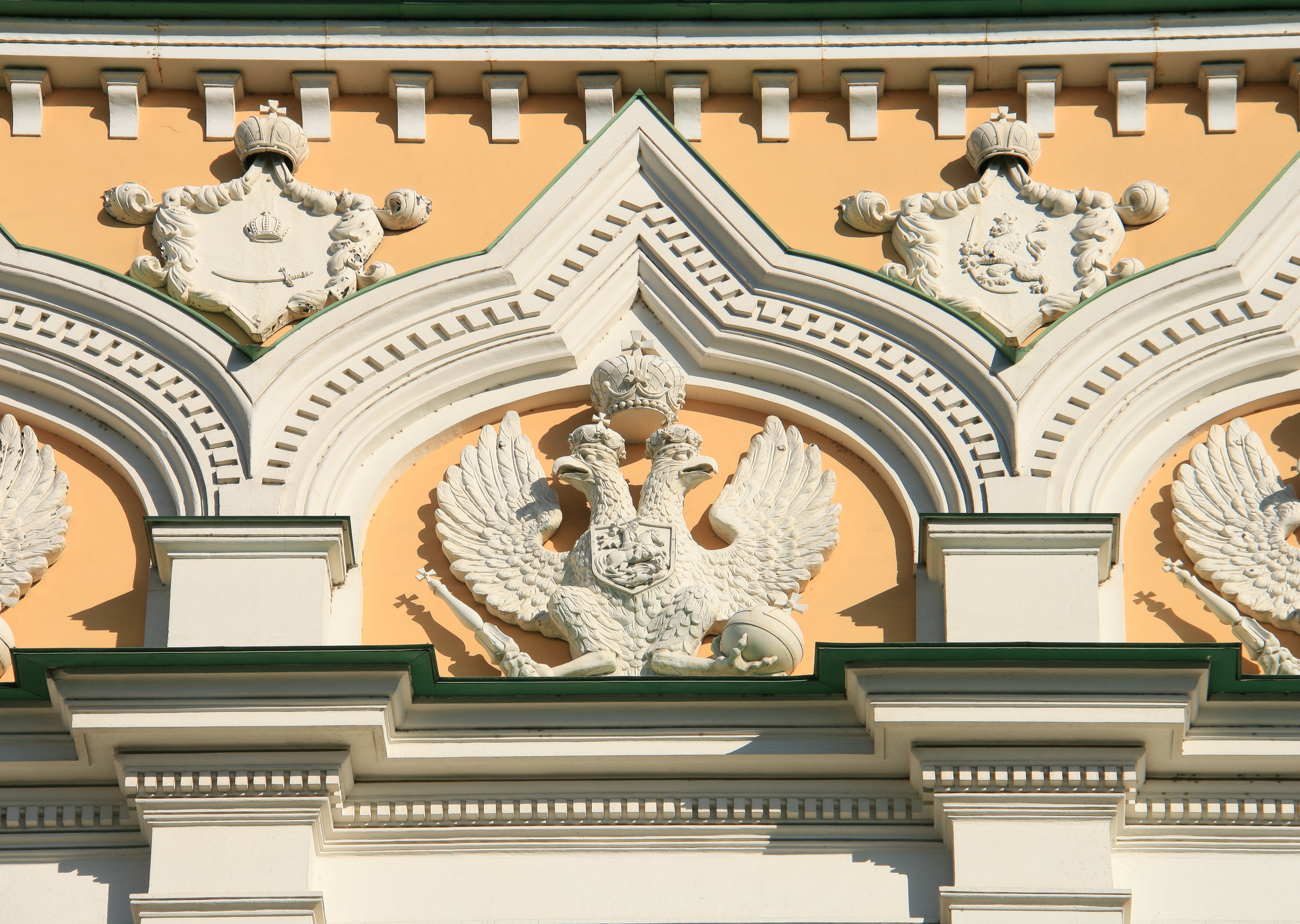
Dekoracja fasad pałacu, 2014

### Cechy kompozycyjne
Długość Wielkiego Pałacu Kremlowskiego wynosi 125 metrów, jego wysokość – 47 metrów. Całkowita powierzchnia kompleksu przekracza 25 tysięcy metrów kwadratowych. Na planie Wielki Pałac Kremlowski, zbudowany w stylu rosyjsko-bizantyjskim, przedstawiony jest w formie kwadratu z niewielkim dziedzińcem, pośrodku którego znajdowała się rozebrana w latach 30. XX w. cerkiew Zbawiciela na Borze. Główna fasada kompleksu zwrócona jest w stronę nasypu Kremla; wejście do pałacu Błagowieszczeńskiego wychodzi na plac Soborowy.
Architekt Konstantin Thon w pewnym stopniu powtórzył kompozycję poprzedniego zespołu pałacowego, składającego się z budynków z różnych okresów historycznych. Historycy sztuki uważają, że zgodnie ze specyfiką historycznej architektury rosyjskiej kompleks otrzymał asymetryczne formy. Tym samym budynki boczne są niższe od bryły głównej, a komnaty Wielkich Książąt, w których pierwotnie znajdowały się Apartamenty Ich Cesarskiej Mości i Pokój Dziecięcy umieszczono osobno i połączono z głównym budynkiem łukowym przejściem. Na piętrze korytarza zaprojektowano ogród zimowy, w którym umieszczono drzewka pomarańczowe do dekoracji sal państwowych w czasie świąt oraz rośliny z Ogrodu Nieskucznego. Prawdopodobnie arkada pierwszego piętra była alegorią do kompozycji pałacu Iwana III, a ogród zimowy nawiązywał do historycznych parków kremlowskich. Elewacje zespołu nawiązywały do wystroju Pałacu Tieriemnego, w szczególności architekt powtórzył wygląd ram okiennych, jednak w znacznie powiększonych rozmiarach. Wykonane są w formie łuków o wąskich ścianach i nadają budynkowi charakter zamkniętej galerii. Druga dwukondygnacyjna kondygnacja jest podzielona pilastrami i bogato zdobiona rzeźbionymi cokołami z białego kamienia w stylu rosyjsko-bizantyjskim z podwójnymi łukami i ciężarkami pośrodku, co jest typowe dla rosyjskiej architektury XVII wieku. Do 1917 roku fasadę pałacu zdobiło pięć płaskorzeźb z białego kamienia w kształcie dwugłowych orłów, nad którymi widniały herby Moskwy, Petersburga, Kazania, Astrachania, Polski i Taurydy. Po rewolucji październikowej zastąpiono je godłem ZSRR. W 1992 roku rozebrano godło ZSRR, a po renowacji w latach 1994–1998 pojawiły się dwugłowe orły według historycznego wzorca carskiego, ale wykonane z metalu i pomalowane na wzór płaskorzeźby.

### Układ

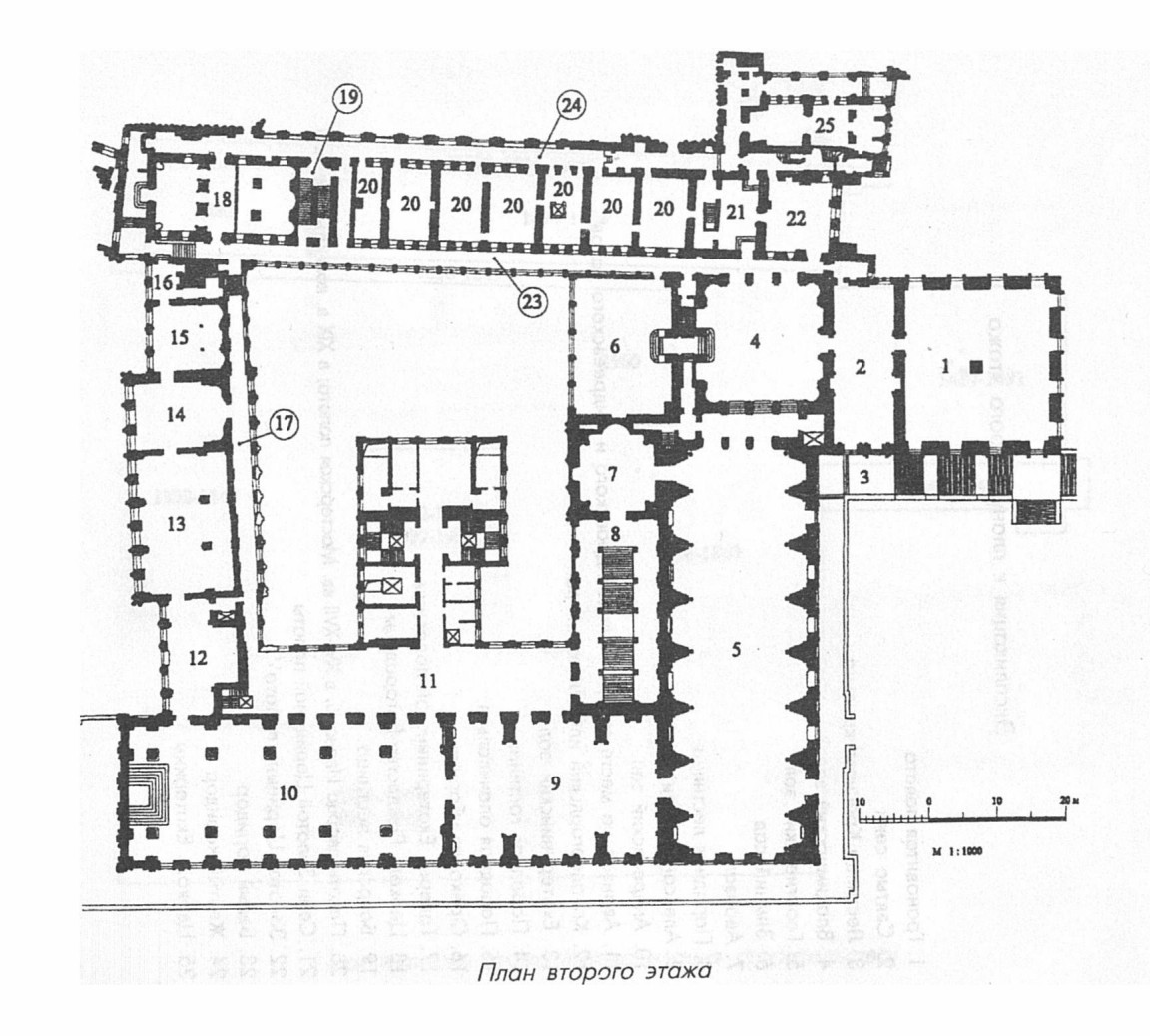
Plan piętra Wielkiego Pałacu Kremlowskiego

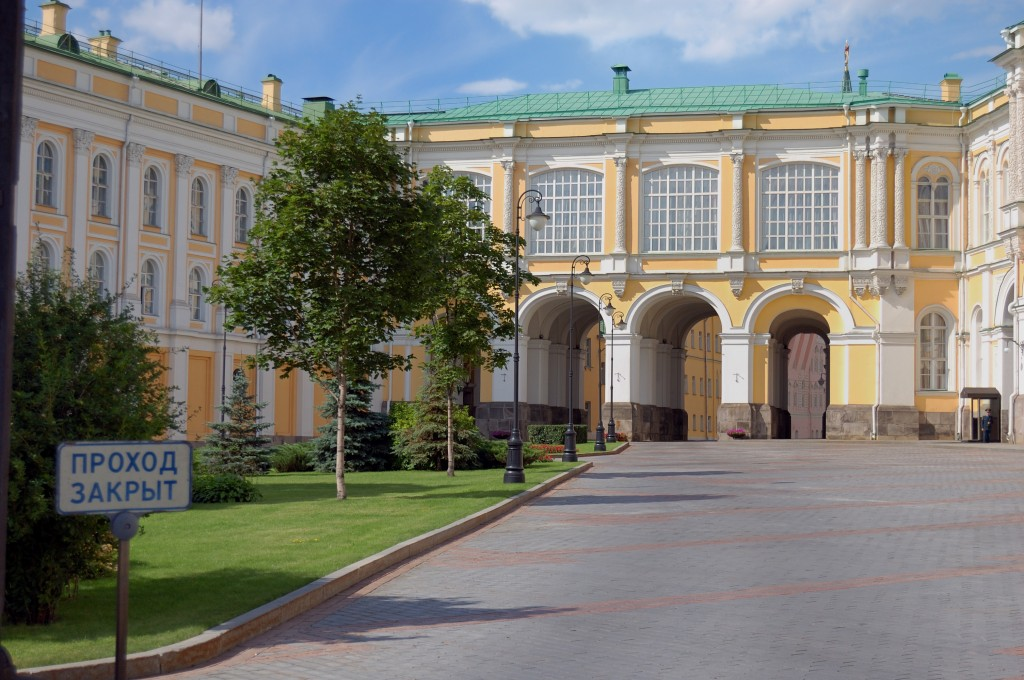
Przejście do Komnat Wielkich Książąt, 2006

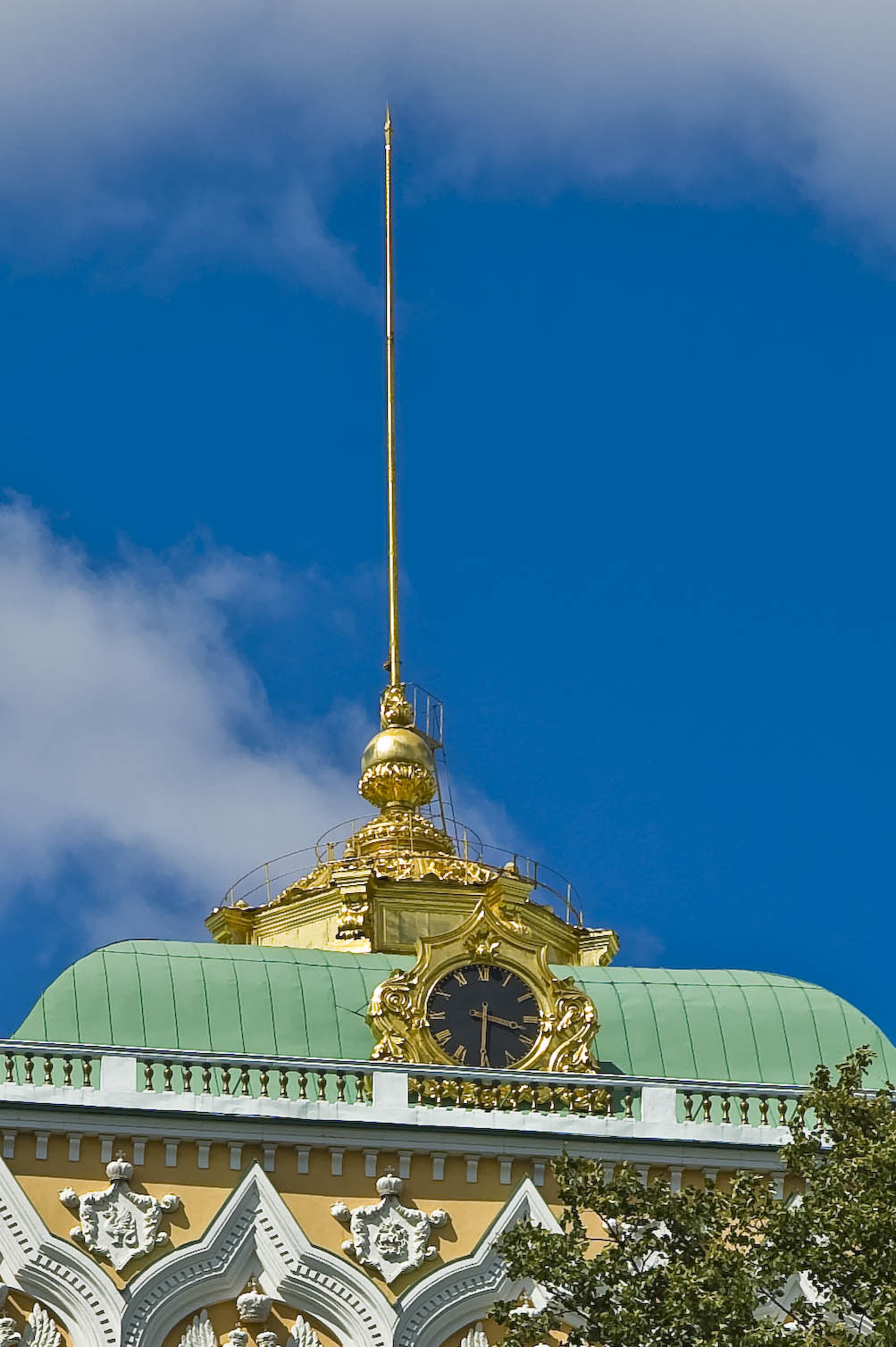
Kopuła Pałacu Kremlowskiego z zegarem kurantowym, 2007

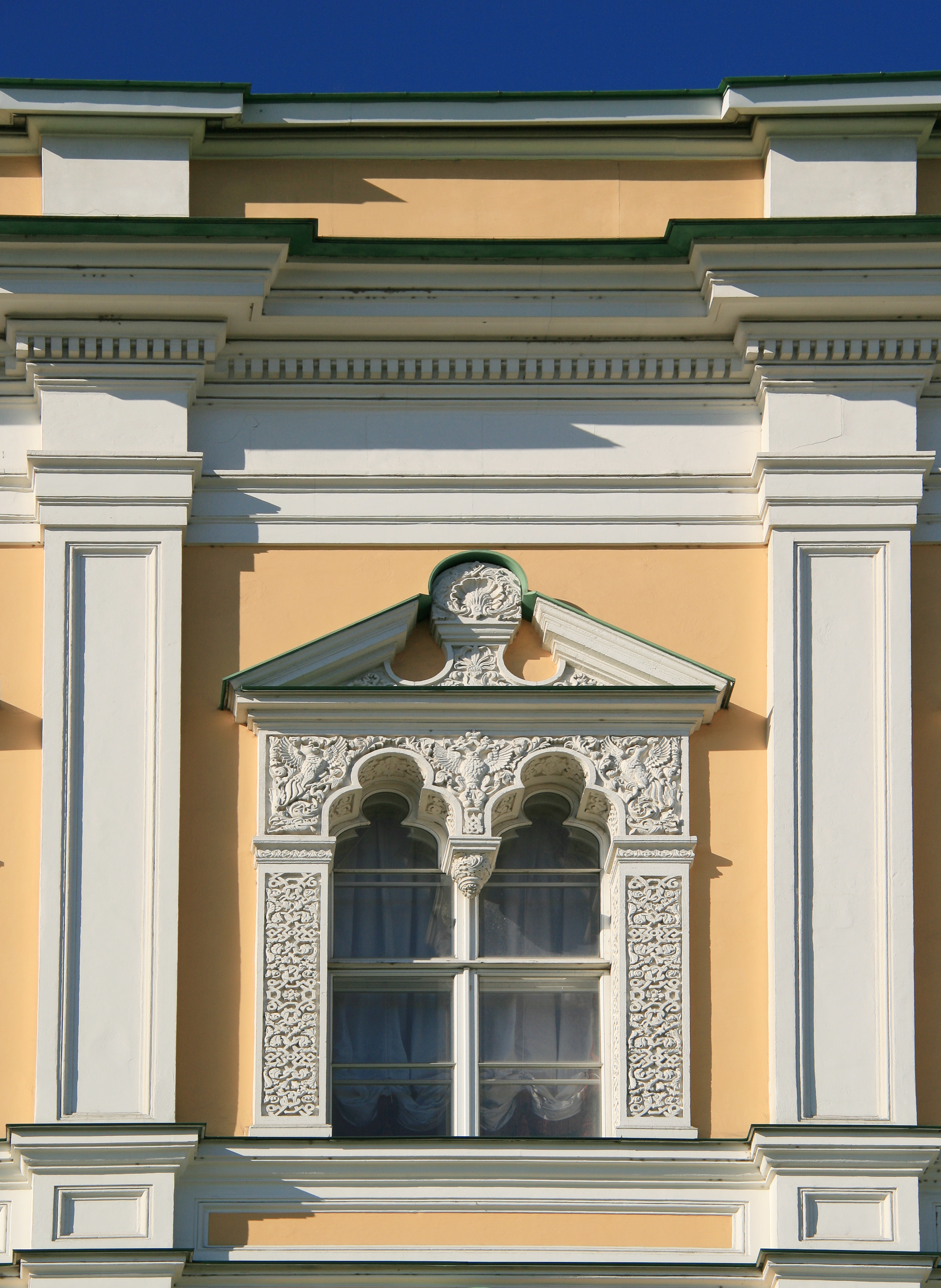
Ościeżnice okien Wielkiego Pałacu Kremlowskiego, 2014

Pałac wyróżnia się sztywnym planem geometrycznym, charakterystycznym dla późnego klasycyzmu. Jednak główne wejście nie znajduje się pośrodku fasady głównej, pod trybuną z herbami, ale we wschodniej części pałacu, co było nietypowe dla architektury tamtego okresu. Wejście ma skromną konstrukcję i jest podkreślone od zewnątrz parą kulistych lamp zawieszonych na łańcuszkach; kształt drzwi odpowiada otworom okiennym. O lokalizacji wejścia decydowała konieczność umieszczenia prostych, okazałych schodów o 66 stopniach, których długość nie pozwalałaby na zainstalowanie konstrukcji w centrum kompleksu. Wykonany jest z kamienia Revel, ściany sali ozdobione są sztucznym marmurem, a kolumny naturalnym marmurem serdobolskim. Schody prowadzą na drugie piętro do przedpokoju, skąd rozpoczyna się amfilada sal ceremonialnych o podwójnej wysokości i komnat carskich. Obok głównego wejścia na parterze znajduje się marmurowy przedsionek z kolumnami z polerowanego granitu, a także komnaty carskie.
Na fasadzie budynku znajdują się „fałszywe okna” – przeważnie na zachodniej ścianie pałacu w pobliżu ściany Sali Andriejewskiej. Można to zauważyć, oglądając fotografię pałacu z zewnątrz i porównując ją z układem pałacu.

## Wnętrza głównych sal

### Przedpokój
Niewielkie kwadratowe pomieszczenie antykamery połączone jest z główną klatką schodową i Salą Gieorgijewską. Sala ma skromny wystrój, ale jej sufit jest bogato zdobiony płaskorzeźbami. Przedpokój zdobi kominek wyłożony szarozielonym jaspisem, przetwarzanym w koływańskiej fabryce szlifierskiej. W pomieszczeniu znajduje się również zegar z figurą Apolla na rydwanie i z dwoma kandelabrami z brązu w stylu Empire.
W różnym czasie na ścianie przedpokoju umieszczano różne obrazy, z których każdy, zdaniem badaczy, odpowiadał stylowi swojej epoki. Początkowo centrum kompozycji stanowiło płótno francuskiego malarza batalistycznego Adolphe’a Yvona, przedstawiające bitwę na Kulikowym Polu. Zastąpił je obraz Ilji Riepina Przyjęcie wołosckich starszyn przez Aleksandra III na dziedzińcu pałacu Pietrowskiego w Moskwie. W 1924 roku w przedsionku umieszczono obraz Izaaka Brodskiego Wielkie otwarcie Drugiego Kongresu Kominternu w Pałacu Urickich w Leningradzie. Wkrótce obraz został usunięty, ponieważ niektóre na nim przedstawione postacie uznano za wrogów ludu. Podobny obraz Borisa Iogansona Przemówienie W. I. Lenina na III Kongresie Komsomołu został w latach 90. zastąpiony siedmiometrowym dziełem Siergieja Prisekina Kto do nas przyjdzie z mieczem, od miecza zginie, poświęconym zwycięstwu Aleksandra Newskiego w bitwie na jeziorze Pejpus.

### Sala Gieorgijewska

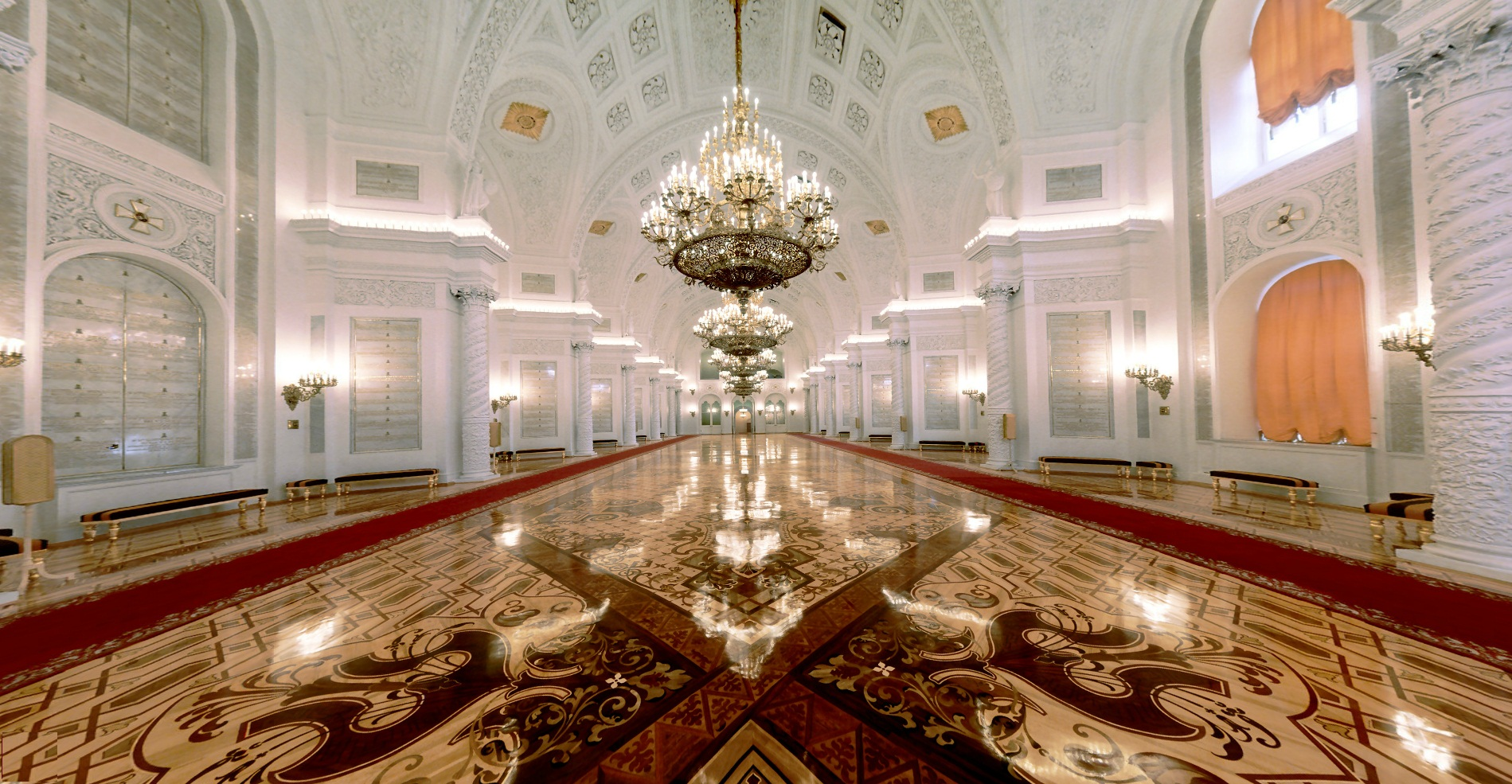
Wnętrze Sali Gieorgijewskiej, 2012

Sala Gieorgijewska to pierwsza i największa z sal ceremonialnych pałacu. Swoją nazwę otrzymała na cześć Orderu św. Jerzego, zatwierdzonego przez Katarzynę II w 1769 roku i będącego najwyższym odznaczeniem wojskowym Imperium Rosyjskiego. Ściany sali ozdobione są złotymi reliefowymi gwiazdami i wstążkami orderu z hasłem „Za służbę i odwagę” („За службу и храбрость”). Pomieszczenie nakrywa półcylindryczny strop kasetonowy wsparty na osiemnastu pylonach. Sufit ozdobiony jest posągami symbolizującymi zwycięstwa militarne Rosji. Z rozkazu cara w sali zainstalowano marmurowe tablice z wykazem pułków, załóg i baterii, które otrzymały Ordery św. Jerzego. Ponadto na ścianach wyryte są nazwiska wszystkich osób odznaczonych tym orderem.
Początkowo podczas uroczystych wydarzeń urzędnicy cywilni i szlachta moskiewska gromadziła się w Sali Gieorgijewskiej. Podczas przyjęcia z okazji Parady Zwycięstwa w 1945 roku w Sali Gieorgijewskiej zebrali się zaproszeni na nią żołnierze. Na sali zainstalowano mikrofon, by gratulacje i występy artystów słyszalne były dla gości we wszystkich innych salach. W późniejszych latach w Sali Gieorgijewskiej odbywały się wręczenia odznaczeń, awansów i nagród naukowcom oraz osobistościom kultury, a także spotkania przedstawicieli partii z obywatelami.

### Sala Aleksandrowska

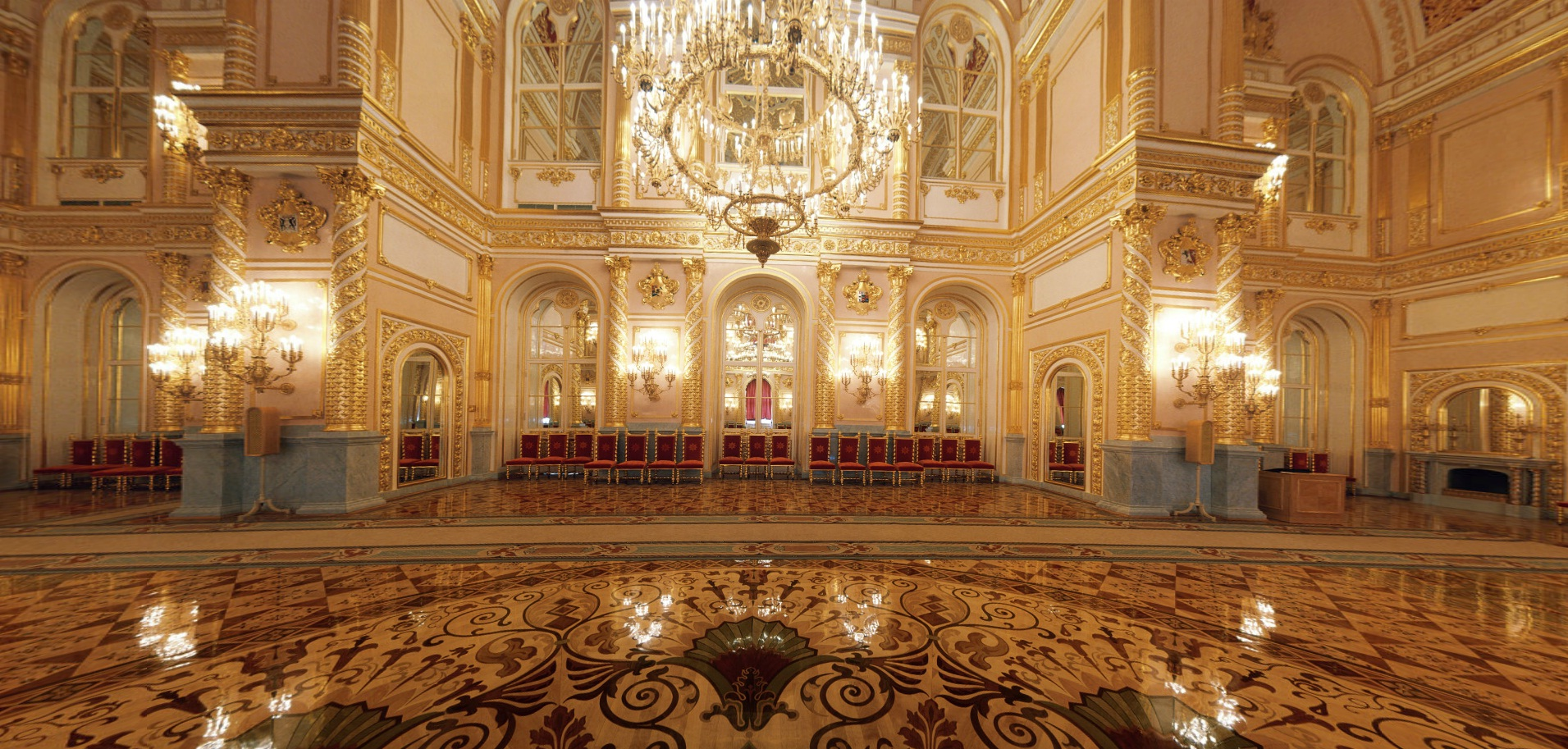
Wnętrze Sali Aleksandrowskiej, 2012

Początkowo na miejscu Sali Aleksandrowskiej znajdowała się Nadbrzeżna, czyli Ambasadorska Pałata, która istniała od panowania Iwana III aż do budowy starego zespołu pałacowego za czasów Elżbiety Pietrownej. Po wybudowaniu Wielkiego Pałacu Kremlowskiego, Sala Aleksandrowska została nazwana na cześć Orderu św. Aleksandra Newskiego, ustanowionego przez Katarzynę I w 1725 roku. Sala zlokalizowana jest w centralnej części piętra, wzdłuż południowej fasady zespołu i połączona jest z Salą Gieorgijewską masywnymi, posrebrzanymi drzwiami ze złotymi zdobieniami przedstawiającymi wstęgi orderu i gwiazdy.
Długość prostokątnego pomieszczenia sięga 31 metrów, szerokość i wysokość – 20 metrów. Ogólna kolorystyka odpowiada orderowi: ściany wyłożono różowym sztucznym marmurem, meble tapicerowano aksamitem w kolorze czerwonej wstążki z wizerunkami gwiazd. Salę zdobią także herby prowincji i regionów Cesarstwa Rosyjskiego, lustra ścienne, cztery marmurowe kominki i kandelabry wykonane w fabrykach księcia Leuchtenberga. Sala zwieńczona jest eliptyczną kopułą na czterech słupach, na której widnieją wizerunki orderu, gwiazd i monogramu Aleksandra Newskiego. Parkiet ułożono z trzydziestu gatunków drzew, pomieszczenie oświetlał żyrandol z 4500 świecami.
Początkowo w Sali Aleksandrowskiej umieszczono sześć obrazów artysty Fiodora Mollera, przedstawiających najważniejsze momenty z życia Aleksandra Newskiego: jego wjazd do wyzwolonego Pskowa, bitwę nad Newą w 1240 roku, ślub z księżniczką połocką Aleksandrą, pobyt w Złotej Ordzie, a także mityczny wątek poświęcony bitwie na lodzie i odmowie przyjęcia katolicyzmu.
Według historyka Siergieja Bartiewa podczas uroczystości w Sali Aleksandrowskiej zbierały się „honorowe damy miejskie”. Dla nich w sali znajdowało się około pięćdziesięciu pozłacanych drewnianych krzeseł, obitych aksamitem pasującym do koloru wstęgi orderu. Również w tym okresie panował zwyczaj wypełniania przed uroczystością czterech szafek meblowych obitych szkarłatnym aksamitem zabytkowymi złotymi naczyniami pochodzącymi ze składów Zbrojowni kremlowskiej. W latach 30. XX wieku salę przebudowano i stała się ona częścią Sali Posiedzeń Rady Najwyższej ZSRR. Wnętrza odrestaurowano w latach 1994–1999, a później pomieszczenia wykorzystywano na posiedzenia Rady Państwa Federacji Rosyjskiej.

### Sala Włodzimierska

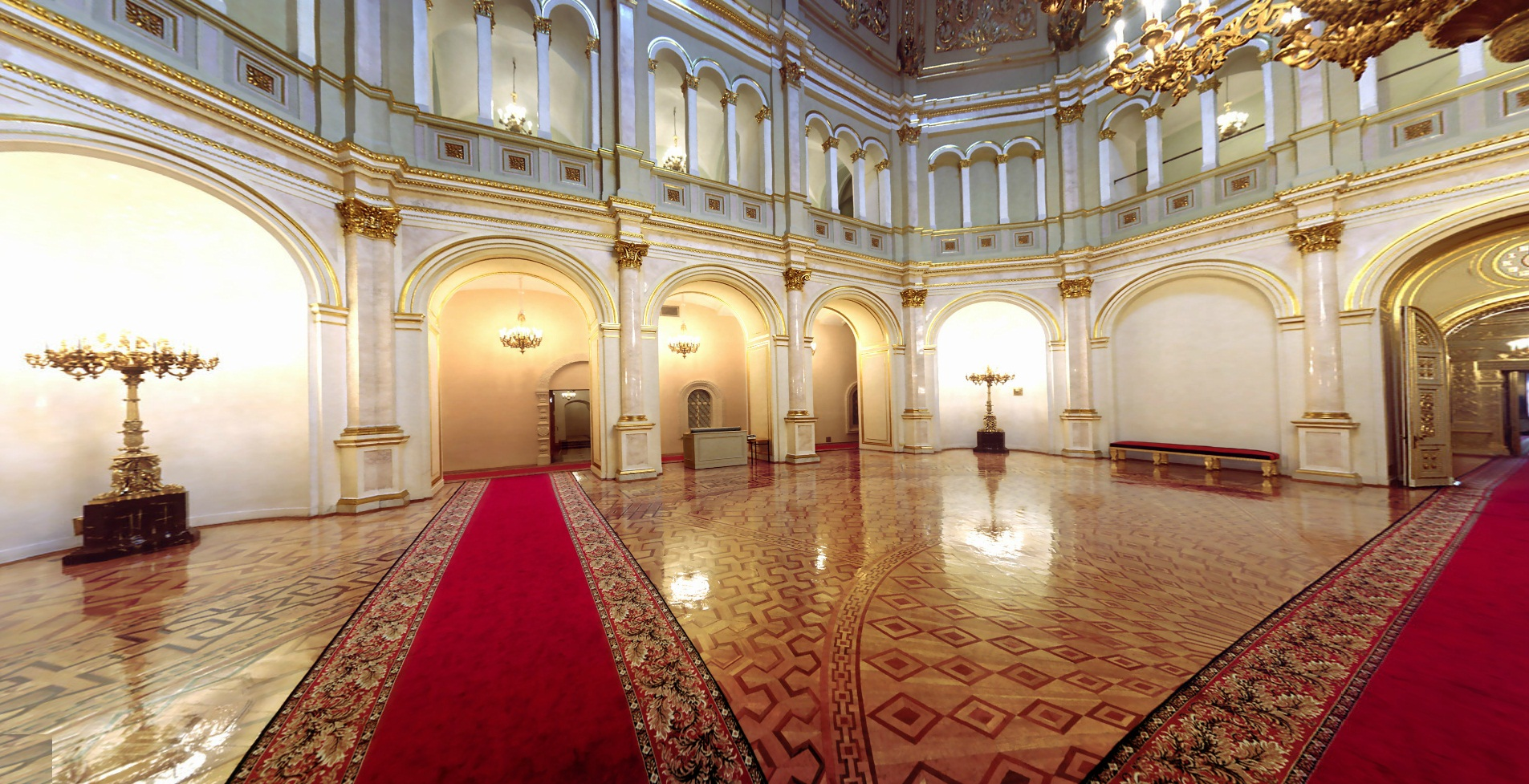
Wnętrze Sali Włodzimierskiej, 2012

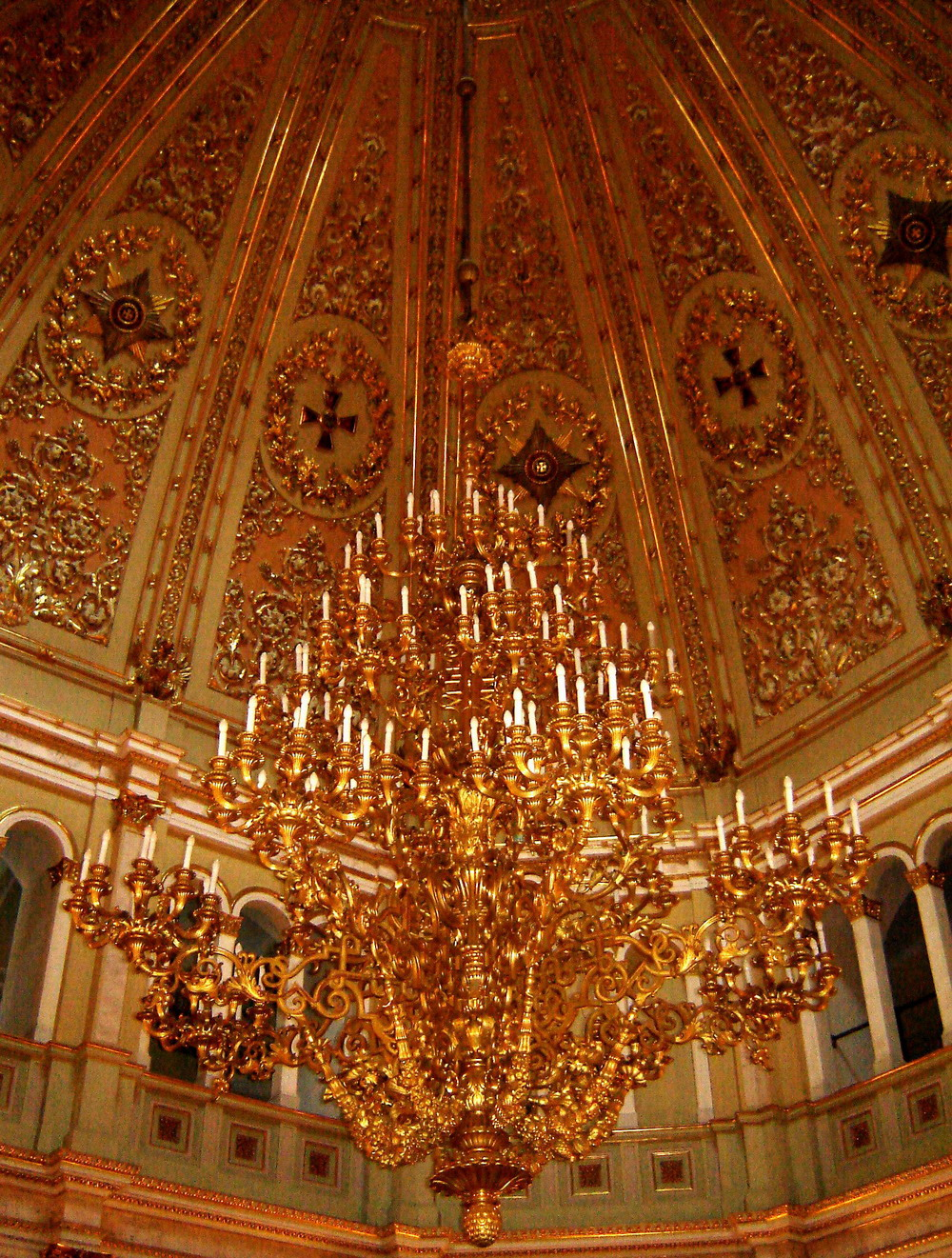
Żyrandol i kopuła Sali Włodzimierskiej, 2007

Po wybudowaniu Wielkiego Pałacu Kremlowskiego na terenie dawnej sypialni carskiej znalazła się Sala Włodzimierska, nazwana na cześć Orderu św. Włodzimierza, ustanowionego przez Katarzynę II w 1782 roku. Sala łączy różne budynki kompleksu: Granowitą Pałatę i Złotą Komnatę Carycy, Pałac Tieriemny i Salę Gieorgijewską. Światło do pomieszczenia wpada jedynie przez świetlik znajdujący się pośrodku kopuły sali, z którego zwisa wielopoziomowy żyrandol wykonany w petersburskiej fabryce przez Feliksa Chopina. Początkowo trzytonową konstrukcję umieszczono w przedsionku, dla którego okazała się ona jednak za duża, więc później przeniesiono ją do Sali Włodzimierskiej. Wcześniej szesnastoboczna kopuła została przetestowana pod kątem wytrzymałości, ponieważ była wykonana z pustaków, aby zmniejszyć jej ciężar. W pomieszczeniu znajdują się także cztery lampy podłogowe z ciemnego brązu autorstwa Andrieja Schreibera.
Kompozycja przestrzenna pomieszczenia nawiązuje do baptysterium i zaprojektowana jest w formie rotundy z emporą obejściową i balustradą na poziomie piętra. Początkowo sala była zaprojektowana na planie kwadratu o bokach długości 16 metrów, jednak rozmieszczone w narożach wnęki nadają jej kształt ośmiościanu. Dekoracja sali nawiązuje do symboliki orderu i utrzymana jest w gamie kolorystycznej bieli, różu oraz bladej zieleni. Ściany i pilastry wyłożone są różowym i białym marmurem, parkiet w kształcie gwiazdy ułożony jest z ponad dwudziestu gatunków drzew według rysunków Fiodora Sołncewa i autorstwa rzemieślników z fabryki Mullera. Kopułę sali zdobi płaskorzeźba z wizerunkiem Orderu Św. Włodzimierza. Płaskorzeźbę wykonali mistrzowie rosyjscy, część braci Dylewów.
Po 1918 roku w Sali Włodzimierskiej podpisywano traktaty międzynarodowe pomiędzy ZSRR a innymi państwami.

### Sala Andriejewska

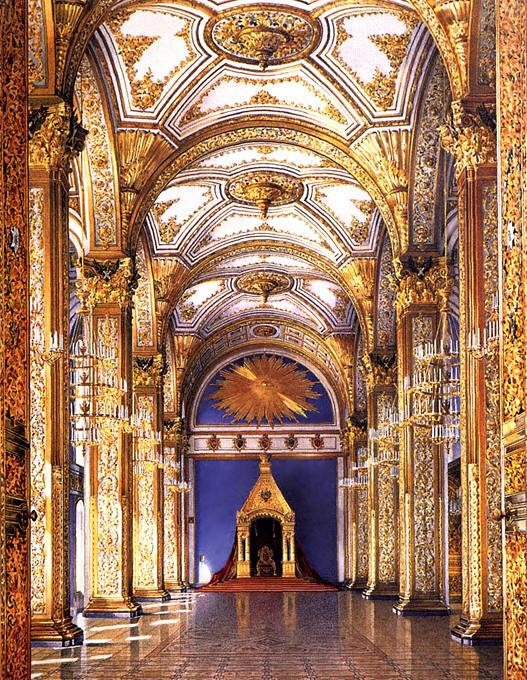
Wnętrze Sali Andriejewskiej, 1849

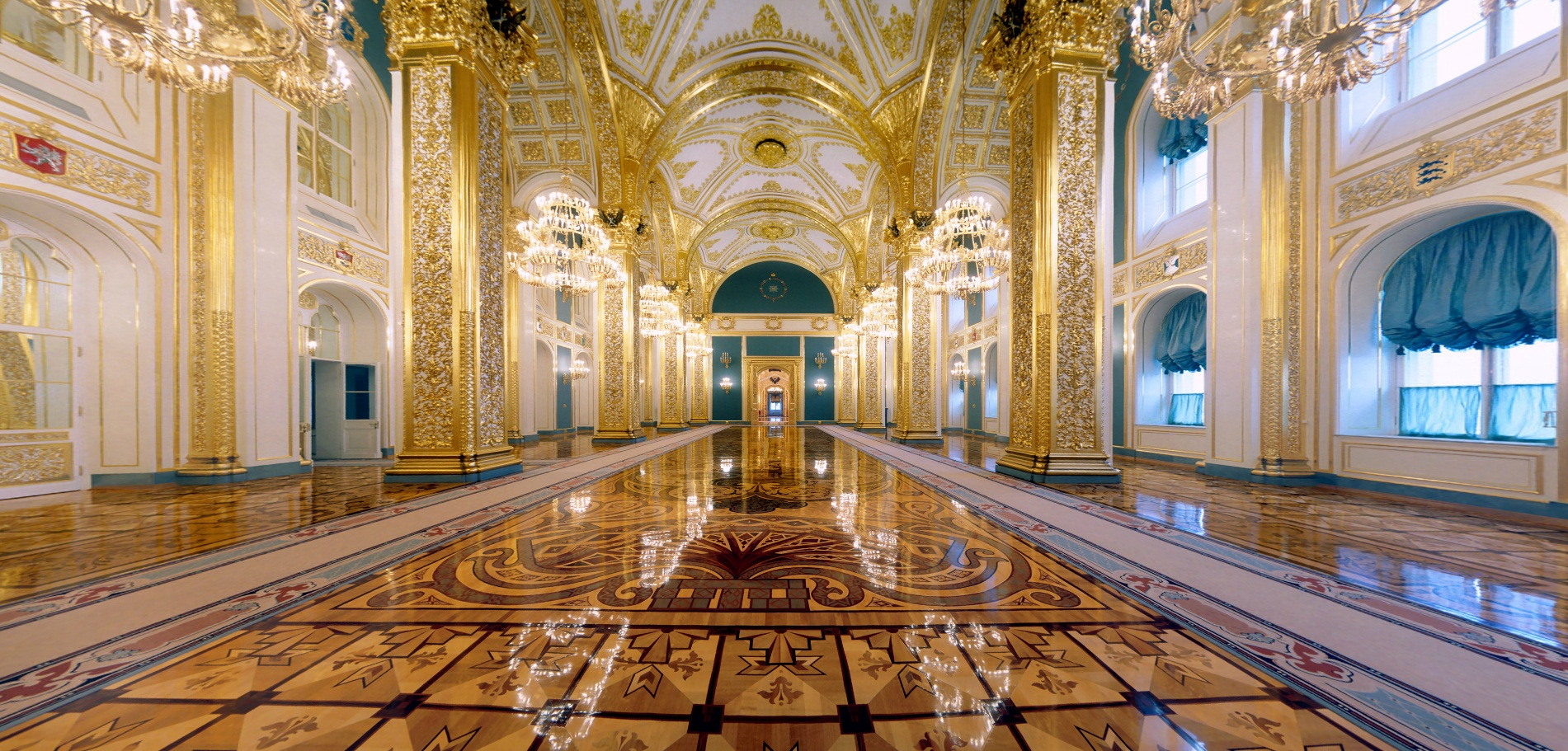
Wnętrze Sali Andriejewskiej z drzwiami wejściowymi, 2012

Na osobisty rozkaz Mikołaja I podczas budowy pałacu salę tronową poświęcono Orderowi św. Andrzeja Apostoła, którego symbole zdobią ściany, drzwi i sklepienia. W sali tej mógł siedzieć tylko imperator, więc jej jedynym umeblowaniem był tron. Podczas uroczystych wydarzeń w Sali Andriejewskiej gromadzili się wojskowi.
W 1932 roku pomieszczenie przebudowano i włączono do Sali Zgromadzeń. Podczas odbudowy w latach 1994–1999 odrestaurowano salę w jej pierwotnym kształcie, odtwarzając utracone elementy zdobnicze z zachowanych szkiców i fotografii.

### Sala Kawaleryjska
Sala Andriejewska połączona jest z Salą Kawaleryjską, gdzie w czasie pobytu władcy w pałacu znajdowała się wojskowa straż honorowa. Ponieważ osobista straż cara tradycyjnie składała się z Czerkiesów, meble w pomieszczeniu wykonano z drewna platana kaukaskiego. Jego ściany wyłożono białym sztucznym marmurem, a przy oknach umieszczono kominek z marmuru kararyjskiego z zegarem z brązu. W latach 30. XX w. pomieszczenie przebudowano na potrzeby funkcjonariuszy NKWD, którzy przebywali tam podczas zjazdów politycznych, kominek zachował jednak swój pierwotny wygląd.

### Sala Jekaterińska
Sala Jekaterińska służyła jako sala tronowa dla rosyjskich caryc i została nazwana na cześć Orderu św. Katarzyny, ustanowionego w 1714 roku. Po obu stronach wejścia znajdują się pilastry na masywnych filarach, ozdobione wzorami mozaiki malachitowej. Ściany ozdobione są płaskorzeźbami orderu, wykonanymi w filigranie i ozdobionymi kryształkami. Parkiet wykonano według szkiców Fiodora Sołncewa.
Początkowo w Sali Jekaterińskiej nie było mebli; podczas ceremonii gromadziła się tu kawaleria i dworzanie. Następnie sala była wykorzystywana do negocjacji na wysokim szczeblu.

## Wnętrza pozostałych pomieszczeń

### Parter
Oprócz pomieszczeń dla służby, na parterze Wielkiego Pałacu Kremlowskiego znajdował się zespół prywatnych komnat cesarskich. Ich wystrój opracowali architekci Fiodor Richter, Nikołaj Cziczagow i Władimir Bakariew, którzy przygotowali szkice nie tylko dekoracji architektonicznych, ale także kandelabrów, kominków, klatek schodowych, mebli i drzwi. W sumie na terenie komnat carskich znajduje się ponad czterysta elementów wyposażenia wnętrz i rzemiosła artystycznego, z których część została wykonana na zamówienie w warsztatach Heinricha Gambsa i Andre-Charlesa Boulle’a. Według relacji francuskiego pisarza Théophile’a Gautiera, który badał pałac w XIX wieku, w jednym z odległych pomieszczeń kompleksu znajdował się nawet naturalnej wielkości posąg Napoleona, zapomniany przez armię francuską podczas nagłego odwrotu w 1812 roku.
Część prywatna znajduje się na lewo od głównej klatki schodowej i wychodzi na południową fasadę. Obejmuje dwie strefy: amfiladę i główną część umeblowanych pomieszczeń. Amfilada składa się z siedmiu pomieszczeń, z których każde ma swój własny styl. Po prawej stronie korytarza znajdował się Wielki Bufet i trzy pomieszczenia dla służby dworskiej.
W jadalni carskiej odbywały się przyjęcia herbaciane i kolacje dla rodziny carskiej. W tym celu w pomieszczeniu umieszczono cztery lakierowane na czarno stoły i krzesła z XVIII wieku, obite wiśniową skórą. Ściany sali wyłożone są sztucznym marmurem w kolorze białym i żółtym, wazony w stylu antycznym, a w niszach umieszczono marmurowe rzeźby.
Salon carycy został zaprojektowany w stylu rokoko w pastelowych kolorach, służył do przyjmowania wąskiego grona gości, rozmów i zabaw. Meble, abażury, ramy luster, panele ścienne są bogato zdobione złoceniami. W zestawie do salonu znalazły się sofy i krzesła na kółkach ułatwiających przemieszczanie mebli. W pokoju znajduje się porcelanowy żyrandol z formowanymi kwiatami, stworzony w Cesarskiej Fabryce Porcelany w Petersburgu specjalnie dla Wielkiego Pałacu Kremlowskiego.
Osobisty gabinet carycy przeznaczony był do czytania i relaksu. Został zaprojektowany w ciemnych karmazynowych odcieniach. Na życzenie Aleksandry Fiodorownej meble i drzwi zostały wykonane z cennego drewna w stylu francuskiego meblarza Andre Boulle’a i ozdobione płytami z szylkretu, masy perłowej i miedzi. Przedmioty wykonano na czopach bez gwoździ i kleju, przez nieznanych rzemieślników.
Buduar carycy utrzymany jest w odcieniach srebra i różu. Meble wykonane są z drewna orzechowego, a ściany obite jedwabną tkaniną w delikatnych odcieniach. Meble do przedpokoju wykonał rzemieślnik Peter Gumbs. Izbę zdobi kominek wyłożony płytami z zielonego malachitu, wykonany w fabryce lapidarium w Peterhofie, a także zegar z brązu wyznaczający także dni i fazy Księżyca.
Carska sypialnia została zaprojektowana w odcieniach niebiesko-perłowych i ozdobiona dwiema kolumnami wykonanymi z litych kawałków marmuru ze złoconymi kapitelami. Kominek wykonany z marmuru karraryjskiego ozdobiony jest zegarem „Noc” wykonanym w formie kuli z naniesionymi cyframi, gwiazdami i dwiema brązowymi figurami amorków po bokach. Mechanizm osadzony jest na złoconej podstawie z odlanymi złoconymi postaciami kobiecymi.
Amfiladę komnat carskich kończy gabinet cara, mieszczący się w południowo-zachodniej części pałacu i łączycy się z trzema pomieszczeniami administracyjnymi – dyżurką, recepcją i Salą Kurierską. Okna biura wychodzą na Sobór Chrystusa Zbawiciela i rzekę Moskwę, dlatego w celu izolacji akustycznej ściany wewnętrzne wyłożono popiołem. W pokoju znajduje się kominek z białego marmuru z karraryjskiego. W XIX wieku ściany gabinetu ozdobiono malowidłami poświęconymi wojnie 1812 roku, a z sufitu zwisał żyrandol z brązu. Na prośbę Mikołaja II obrazy usunięto, a żyrandol zastąpiono prostą lampą.

## Pierwsze piętro

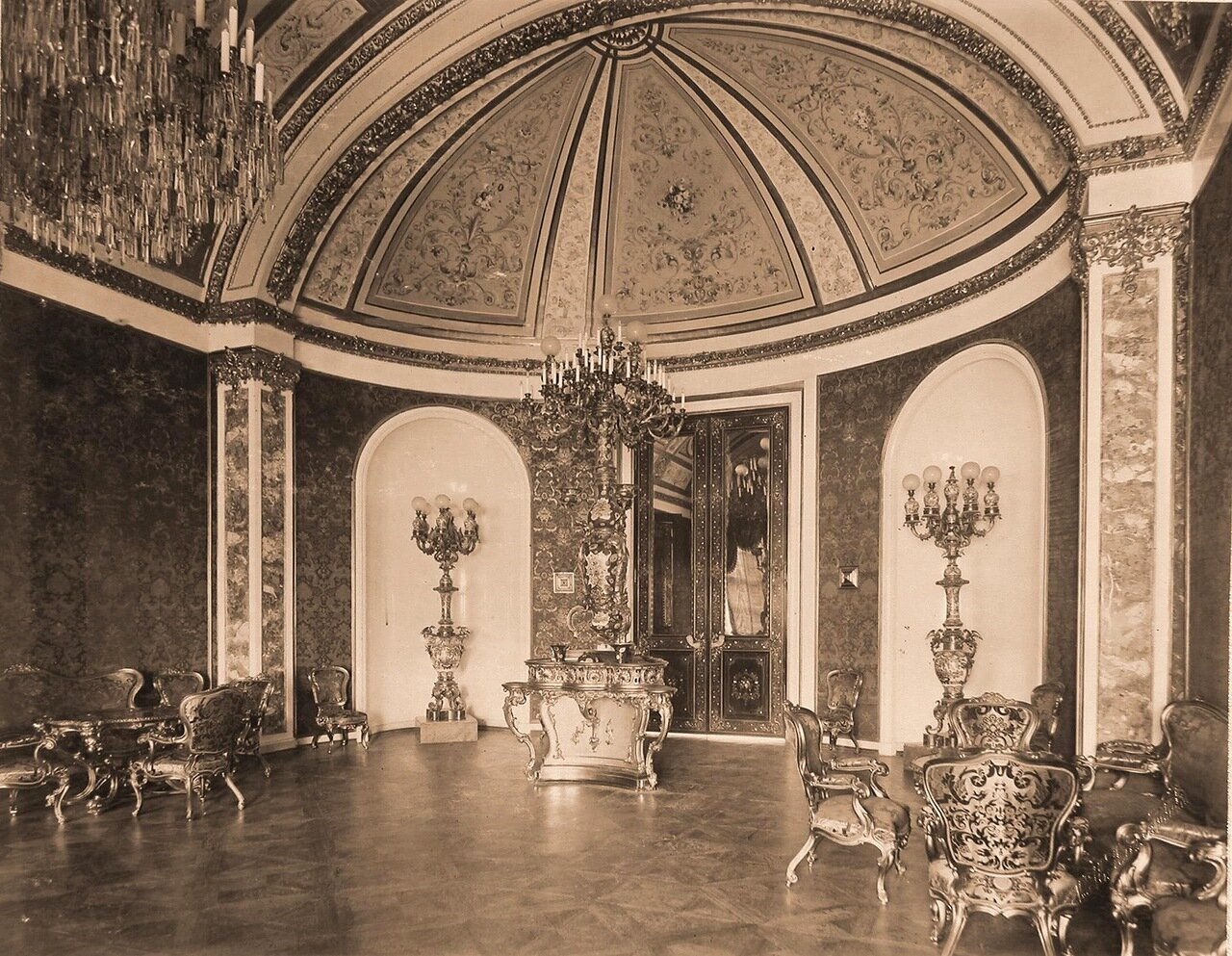
Salon Zielony, 1896

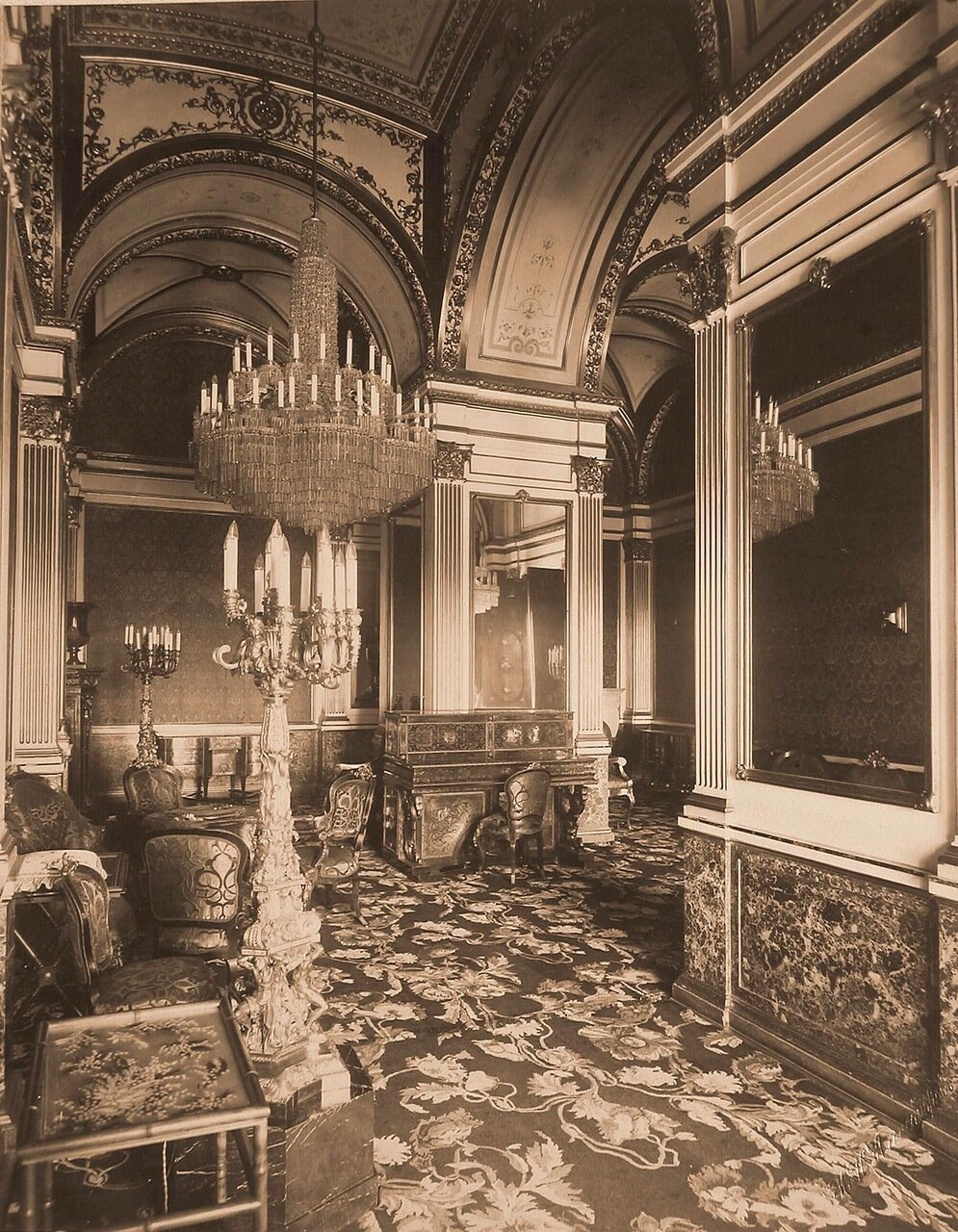
Gabinet carycy, 1896

Badacze zauważają, że pomieszczenia pałacowe wyróżniają się powagą, a główną wartość reprezentują przedmioty sztuki dekoracyjnej i użytkowej – oprawy oświetleniowe, meble. Zespół przeszedł liczne przebudowy związane z przebudową i przebudową układów inżynierskich. Po udostępnieniu publiczności Wielkiego Pałacu Kremlowskiego w 1919 roku komnaty carskie nabrały charakteru muzealno-wystawienniczego i rzadko wykorzystywane są podczas uroczystych wydarzeń.
Sala Jekaterińska połączona jest z Salonem Zielonym, przeznaczonym do spotkań carycy z honorowymi gośćmi. Ściany półkolistej sali obite są tkaniną w kolorze zielono-złotym, stworzoną według rysunków artysty Artariego Angiolo. Sufit jest pomalowany we wzory kwiatowe. Pokój wyposażony jest w inkrustowane meble i oświetlony kryształowymi żyrandolami z brązu, kandelabrami i lampami podłogowymi. W pobliżu znajdują się buduar, gabinet i sypialnia carycy, wyposażone w miękkie pikowane meble w duchu francuskich pałaców z epoki Ludwika XV. Również w tej części znajduje się Salon Czerwony, urządzony w stylu renesansowym. W lokalu odbywają się spotkania Prezydenta Rosji z władzami i osobami publicznymi.
Gabinet carycy i buduar łączy niewielkia komnata Kamerjungferska, w której dyżurowały damy dworu. Jej ściany i sklepienia, pokryte panelami orzechowymi, zdobią mozaiki z wielobarwnej sklejki i masy perłowej. Dekoracyjny obraz wykonał Giuseppe Artari na szkarłatnym tle.
Korytarz Frejlinski (biały) znajduje się równolegle do Pałacu Tieriemnego i frontowego apartamentu na piętrze Wielkiego Pałacu Kremlowskiego. Prowadzi ona z „sieni” przed cerkwią i Sali Włodzimierskiej, omijając pozostałe pomieszczenia, do Sali Kawaleryjskiej, zlokalizowanej w zachodniej części budowli. W 1817 roku damy dworu na krótko zakwaterowano w małych pokojach na korytarzu, od których izba otrzymała swoją nazwę.
Frontową część uzupełnia garderoba z drewna orzechowego, jej ściany i sufit wyłożone są panelami z orzecha włoskiego, zamontowanymi i zmontowanymi przez mistrza Karla Hertza.

## W filatelistyce

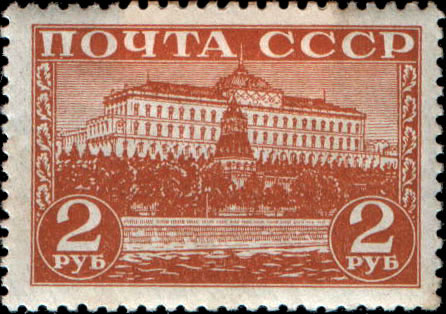
Znaczek pocztowy z 1941. Emisja standardowych znaczków Kremla
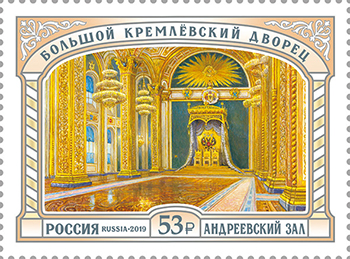
Znaczek pocztowy 2019. Seria „Wielki Pałac Kremlowski. Pokoje reprezentacyjne”. Sala Andriejewska
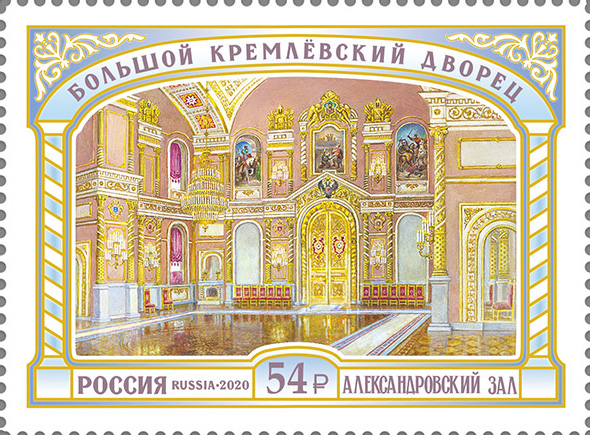
Znaczek pocztowy 2020. Seria „Wielki Pałac Kremlowski”. Sala Aleksandrowska
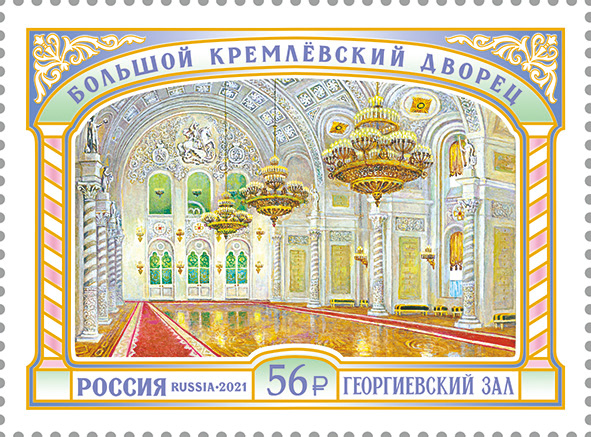
Znaczek pocztowy 2021. Seria „Wielki Pałac Kremlowski”. Sala Gieorgijewska
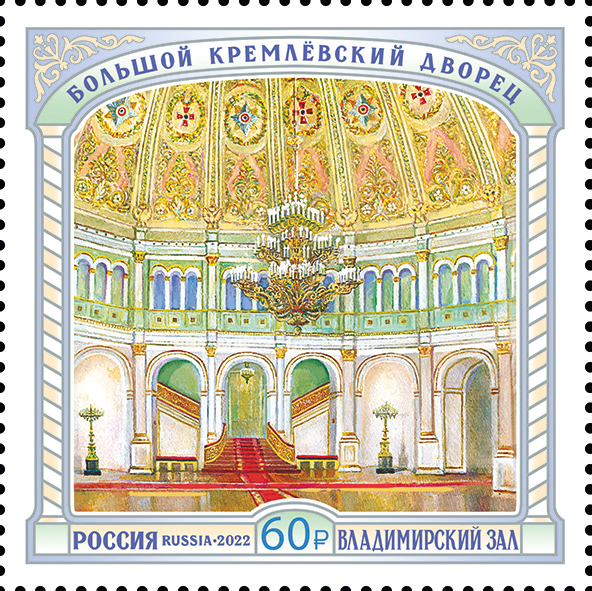
Znaczek pocztowy 2022. Seria „Wielki Pałac Kremlowski”. Sala Włodzimierska
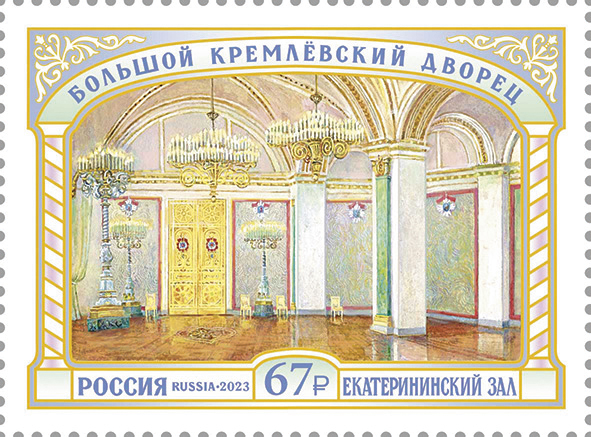
Znaczek pocztowy 2023. Seria „Wielki Pałac Kremlowski”. Sala Jekaterińska